# 和谐号CRH2型电力动车组
和谐号CRH2型电力动车组，是中华人民共和国铁道部为进行中国铁路第六次大提速及营运新建的高速城际铁路及客运专线，而向日本川崎重工及中国中车中車青島四方機車車輛股份有限公司订购的CRH系列高速动车组车款之一。原中国铁道部将所有引进国外技术、联合设计生产的中国铁路高速列车（CRH）均命名为「和谐号」。

## 概要
CRH2系列为动力分散式、交流传动的电力动车组，采用了铝合金空心型材车体。
CRH2系列是以日本新幹線的E2系1000番台为基础的铁路车辆，也是继台灣高速鐵路的700T型后，第二款对外输出的新干线列车。中国以技术引进、联合设计、本地化生产方式，由中车青岛四方机车车辆股份有限公司在国内逐步实现国产化，并以此为基础实现自主创新的动车组列车。该系列列车于2007年春运期间进行首次载客运行（CRH2A），现时运用于改造后的既有线路及新建客运专线线路。
CRH2A型获2007年度全国铁路科学技术奖一等奖，
其转向架技术亦同时获得国家科学技术进步一等奖。
CRH2A在中国高铁列车里最先应用的纯平窗台，采用前后分隔的窗户遮阳帘以适应前后座乘客不同需求，尽量避免出现的“面壁座”，良好的气密性，相比另外几款和谐号动车组更加舒适柔软的座椅以及良好的悬挂装置，令列车运行更加平稳，使得CRH2A的舒适性为中国高速铁路动车组里最佳，而此型车也成为中国大陆铁路迷关于舒适性方面评价最高的动车组。

## 沿革

### 投入
自1990年代开始，中国开始自主研制高速列车，然而国产列车的设计要求低于国外高速铁路标准，整体技术不成熟，距离商业运营还有很大距离。种种原因最终使得中国政府决定从国外引进高铁技术，但国外厂商必须向中国转让技术。2004年4月，中国国务院召开会议，专题研究铁路机车车辆装备有关问题，提出了“引进先进技术、联合设计生产、打造中国品牌”的基本原则，确立了引进少量原装、部分国内散件组装和大批量国内生产的项目运作模式。

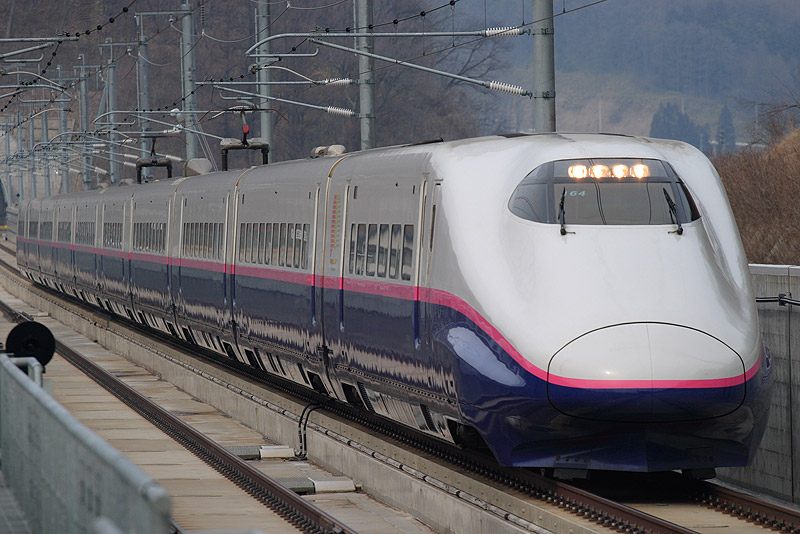
CRH2的原型车为新干线E2系1000番台

中方最初打算向擁有700系及800系技術的日本車輛製造（日車）及日立製作所洽商，但日車及日立均表明拒絕向中國進行技術轉移。其後中方改向與中车青岛四方机车车辆有合作的川崎重工招手，當時川崎重工的銷售業績並未如預期理想，便出售3組E2系1000番台及其車輛技術予中國，以改善業績。川崎向中國出售新幹線技術最初仍被東日本旅客鐵道（JR東日本）、日車及日立反對，後經一輪談判，川崎在得到眾日本公司中立的情況下，出售E2系1000番台車輛及技術予中國。
2004年8月，原中华人民共和国铁道部展開為用於中國鐵路第六次大提速、時速200公里級別的第一輪高速動車組技術引進招標，日本的川崎重工、三菱商事、三菱电机、日立制作所、伊藤忠商事、丸红六家企业组成“日本企业联合体”，和中国南车集团四方机车车辆股份有限公司联合投标并成功中标，2004年10月20日，川崎重工代表“日本企业联合体”与中国铁道部在北京签订出口铁路车辆、转让技术的合同，总价值93亿元人民币，订单中首批60列時速200公里級別动车组随后被正式定型为CRH2A型（CRH2A-2001～CRH2A-2060）。
根据合同，60列当中有3列在日本完成，并完整地运往中国；另有6列以散件形式付运，由中方负责组装；其余51组将透过日本的技术转移，由南车四方机车车辆在国内生产，但一些高技术部件（包括IGBT-VVVF牵引变流器等）在中国有能力国产化以前，仍会使用日本原装产品。2005年8月13日原中华人民共和国铁道部向南车青岛四方机车车辆、川崎重工、三菱电机、株洲所、株洲南车电机及石家庄国祥运输设备六方签订51列CRH2A型动车组机电产品技术转让合同。

### 开始运用
2006年3月8日，首组CRH2A型动车组（CRH2A-2001）运抵中华人民共和国山东省青岛。 2006年7月31日，由南车四方机车车辆股份有限公司生产的首组国产化CRH2A完工交验，并开始批量生产。
2007年1月28日起，首10组CRH2A动车组正式开始在沪杭线（上海—杭州）及沪宁线（上海—南京）间投入载客试运营。在中国铁路第六次大提速实施前，列车营运最高时速被限制在160公里之内，至同年4月18日「六提」实施后最高运营时速提高至250公里。在首批时速200公里级別的动车组中，CRH2A是最先全部下线的车款，60列的CRH2A已于2007年11月底全数交付。

### 国产化
按照铁道部的订购合同，获订单的国外公司需把若干关键技术转让予中国公司。
株洲南车电机受让日本三菱电机提供的MT205型牵引电动机及ATM9型牵引变压器技术，产品于2005年年底开始试生产，至2007年8月20日通过铁道部考核验收。在首批60列CRH2A动车组中，株洲南车电机为其中17组列车提供272台牽引电动机，另为这些列车提供其中36台牵引变压器。
株洲南车时代受让日本三菱电机和日立制作所提供的牵引逆变器等电气系统技术，其中牵引逆变器的国产化工作由株洲所及三菱合资的株洲时菱交通设备公司负責，在CRH2A-2022～CRH2A-2060的39组CRH2A列车的牵引逆变器中，其中31组使用了三菱产品，另有8组使用日立产品。不过日方并无转让车辆的控制软件和源代码技术予中国，倘若软件出现问题，仍需由日本技术人员解决。
2007年11月26日，四方向南车时代采购供CRH2C使用的牵引逆变器、辅助牵引变流器、通风系统及列车信息系统，合同总值5.96亿元人民币，供货期由2008年首季开始，至2009年首季结束。
按照技术转让协议，川崎重工负责对四方公司包括设计、生产、管理等职位约300人进行培训。

### 衍生多种车型

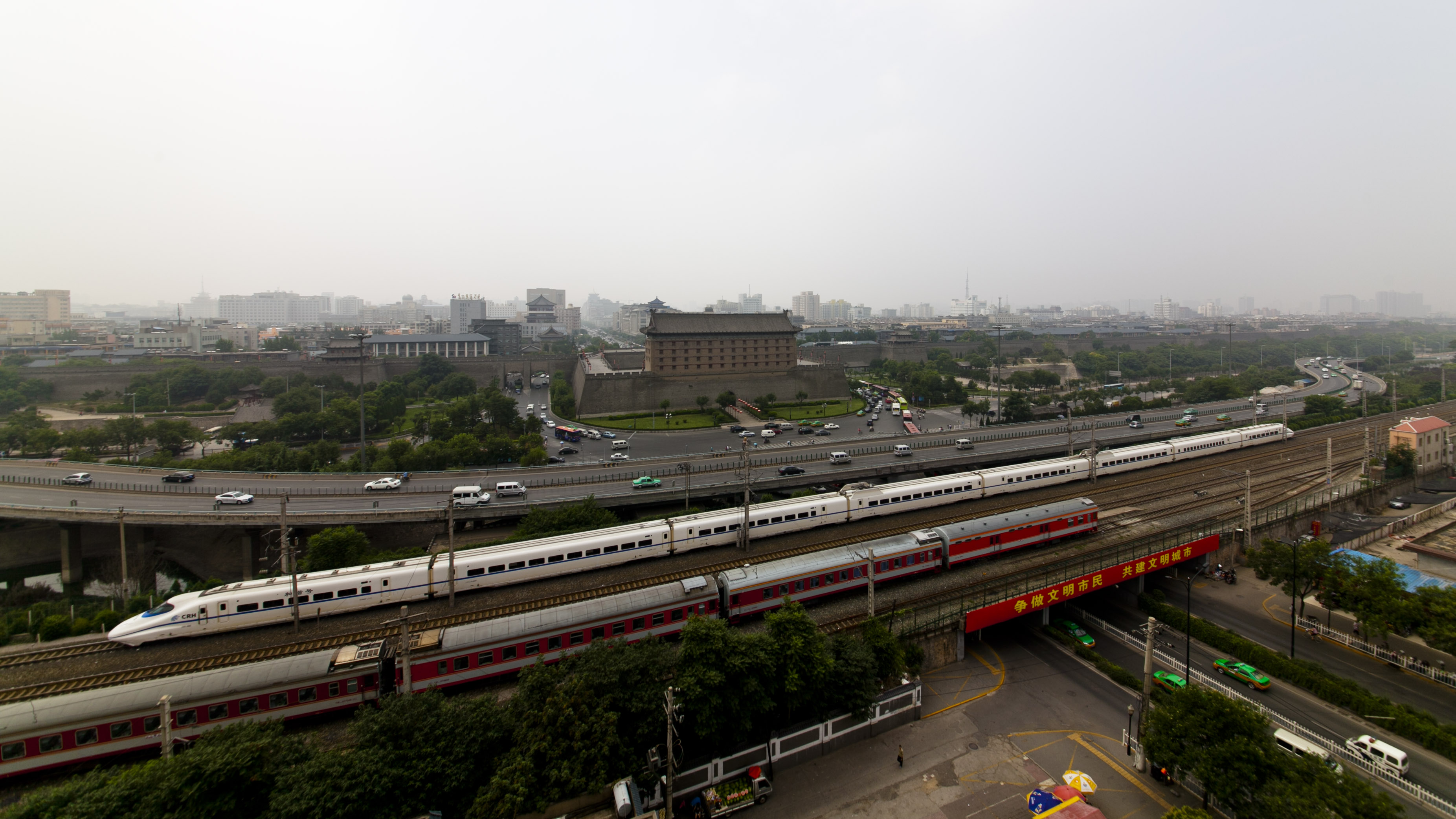
CRH2C运行于陇海铁路

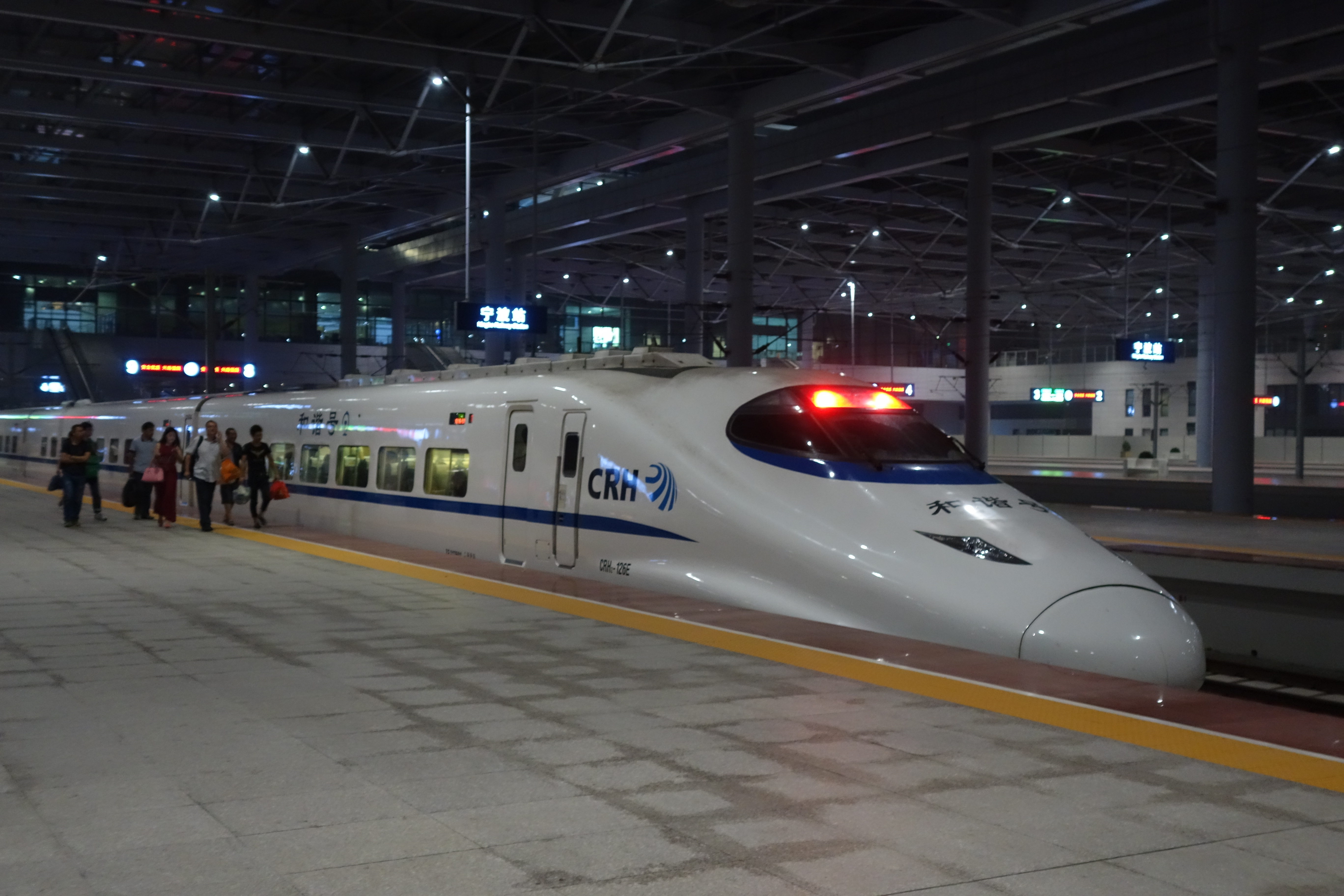
CRH2E停靠宁波站

在国产化之后，CRH2系列亦衍生了多组类别车型，如长大编组型、高速型以及卧鋪型等系列。后来又在CRH2系列上研制了新型高速动车组及通勤列车。
2005年6月至9月，原中华人民共和国铁道部展開時速300公里級別的第二輪高速動車組招標，这一次招标形式与第一次时速200公里级别动车组招标明显不同，当时中国大陆因日本历史教科书修改事件而爆发了广泛的反日示威活动，为避免引起反日情绪，原中华人民共和国铁道部和其代理中技国际招标公司并未发布招标公告，而是采用了“竞争性谈判”（政府采购方式的一种，即小范围内地展开报价和谈判）的方式；铁道部更一度否认与日本进行订购谈判，中国南车青岛四方机车车辆股份有限公司与日本川崎重工也没有公开明确表态。结果继德国西门子及唐山軌道客車联合中标后，四方机车车辆股份有限公司和“日本企业联合体”再次联合成功中标。 并获得60列CRH2C型动车组的订单，其中包括了CRH2C第一阶段和CRH2C第二阶段，合同金额总值95亿元人民币。根据合同要求，CRH2C（第一阶段）的设计指标为：持续运营时速280公里，最高营运时速为300公里（实际最高营运速度为350公里），最高实验时速350公里，标称时速300公里，列车装有两副集電弓。运用于新建的高速城际铁路及客运专线。
首列CRH2C动车组（CRH2C-2061）于2007年12月22日出厂，随后南车四方股份和中国铁道科学研究院对动车组进行了为期7个月的试验测试和试运营考验，由2008年初到同年6月底，相继完成了环行线、秦沈线及京津城际线的各项性能试验、型式试验、线路试验，试验期间共进行了涵盖牵引性能、动力学性能、弓网受流、空气动力学等17大项近200余个试验项目。2008年1月，CRH2C-2061和CRH2C-2062由四方厂开往北京环铁进行运行测试。2008年4月24日，CRH2C-2061在京津城际铁路上进行高速测试，其最高时速达到近370公里，打破了「中华之星」创造的321.5公里时速纪录。
2007年，中国南车青岛四方机车车辆股份有限公司獲得鐵道部10列CRH2B型16节长大編組動車組新訂單，合同总值约30亿元人民币，编号为CRH2B-2111～CRH2B-2120。CRH2B在CRH2A基礎上扩编至16节。为适应中国铁路列车遠距離運行的實際情況，又在CRH2B大编组座车的基础上实行自主创新，设计16节长大编组的CRH2E型卧鋪電力動車組。
首列CRH2B（CRH2B-2111）於2008年6月29日下線。 并于2008年8月1日起正式投入合宁铁路运营。
第一批订单中CRH2E列车有6列，编号为CRH2E-2121～CRH2E-2126，原预计于2008年7月底下线，但首列列车最终延迟至同年9月下线。2008年12月6日，四方机车车辆股份有限公司与北京铁路局签订了新一批共14列的CRH2E大编组卧铺动车组销售合同，总金额约为30亿元。CRH2E-2121～CRH2E-2126首六列列车于2008年12月21日起正式投入运营，担当北京—上海的D301/2、D305/6次和北京—杭州的D309/310次列车。
由于四方机车车辆也承担了新一代时速380公里级别高速动车组（CRH380A）的研发任务，为了预先获得CRH380A型动车组新头型的空气动力效能和实车试验数据，铁道部于2009年决定将CRH2C-2150作为CRH380A的试验实体样车，改为使用下一代的新头型。2010年4月12日，通过新一代高速列车新头型发布会，宣布4月底完成试验车下线。这列动车组于2010年4月底在青岛下线，车身仅标示为“试验车 CRH380A”。后来四方又在该系列上研制了通勤车辆CRH6型动车组。
中车四方股份公司之后又研制了新型CRH2A、新型CRH2E卧铺动车组和CRH2G抗风沙动车组等新型号CRH2系列动车组列车。

### 再次增购
2010年9月14日，武汉铁路局与中国南车青岛四方机车车辆股份有限公司签订了新一批动车组销售合同，共40列CRH2A型动车组（CRH2A-2151～CRH2A-2190），总值约34亿元人民币，新一批CRH2A动车组在第一批的编组基础上作了少量改变。
2013年，根据中国铁路总公司的要求，采用根据目前运营经验和乘客乘坐需求，在各型动车组技术平台上，对列车的车型、定员、旅客服务设施、司机操作设施、列车的主要性能进行统一而设计出统型CRH2A。统型CRH2A现时配属于南宁铁路局、成都铁路局、南昌铁路局。
直至於2014年11月，共有343组CRH2系列动车组已經出厂，編號分別為2001～2204、2206～2208、2211～2321、2323～2331、2333～2348。
随着最后一列CRH2A（CRH2A-4131）交付予太原铁路局，代表着CRH2系列动车组正式停产。

## 車輛構造

### 车体外观
由于列车直接由日本引入，因此CRH2系列外观与日本新干线E2系除部分设计有差别外其余均与后者相同，本系列采用了铝合金空心型材车体，并采用双皮层构造。
另外，在前期制造的列车中，头尾的驾駛拖车顶部均装有多种信号天线，这是日本本土的同型车所没有的。头车正面下部裙裾部分安裝大面积的除雪翼，在行驶時能把线路上的积雪快速清除。除16节编组的8节编组列车中，头尾两端均设有重联控制系统和自动开闭式车钩盖供列车重联。另外在部分衍生车型中，2B、2C、2E的头车处设有丹凤眼前灯，部分2C的挡风玻璃处的雨刮亦与CRH2系列车型有所不同。在CRH2A及2B统型版上，首、尾两节车厢的驾驶员专用车门改用玻璃，将驾驶室的门改设于首、尾两节车厢的通道口；而統型CRH2B更取消了丹鳳眼車燈。
车辆下部的机器由底架横向吊挂支撑，为减低噪音和防止积雪障害，车底进行平滑化处理。转向架部分不完全覆盖而下面露出。车体连结部分方面，除初期制造的CRH2A型之外的其余车型装备了车身间减震器以及车端阻尼器，两车连接处之间采用了压缩式风挡结构。
车体涂装大致使用白色加上蓝色线条搭配，两头车处均会有CRH标志、头车正面及头车侧有隶书字体“和谐号”的标识。另外，涂装在头车部分亦有所差别，其中2A、2B、2E的蓝色线直接在驾驶员专用门（头车侧玻璃）处终止，而2C的蓝色线直接贯穿至自动开闭式车钩盖并连接另一侧面的蓝色线条。
而CRH2A-2460、CRH2G以及CRH2E-NG，采用类似于CR400AF的新头型，并把CRH2系列中的车门由原来的內藏门改为塞拉门。车体涂装方面大致使用白色加上蓝色线条搭配外，并将車窗附近塗上黑色，与CRH380A相同。
- 前期制造的CRH2A型
- 统型CRH2A型，原司机室门被小窗替代
- CRH2C型车头处有蓝色条纹
- 采用新头型的CRH2E型
- 采用新头型和双层纵向卧铺布置的CRH2E型外观

- 统型CRH2B型车头侧仅设置车门
- CRH2E型软卧车厢的车窗间距较宽
- 前期CRH2E型的8号车厢为餐车
- 采用新头型的CRH2G型头车侧面

### 主要设备

#### 电源及走行机器
从架线引来的25kV单相交流电在由主变压器降压的基础上，还需经过主变频器装置将单相交流电整流为直流电，而后转化为三相鼠笼式异步牵引电动机。该交流电源由主电动机驱动。
CRH2A、2B、2E以及2C第一阶段部分车辆使用与E2系相似的鼠笼式电动机，小时制功率300kW，采用VVVF控制方式驱动。2C第一阶段部分车辆采用永济电机提供的YJ92A型。
CRH2C第二阶段及后期制造的CRH2型（包括统型CRH2A、CRH2G等）采用由中車株洲電機製的YQ-365型交流牵引电动机（365千瓦），8节短编组列车总功率提升至8760千瓦，传动比也作出相应修改。现时部分CRH2A以及一阶CRH2C均在大修时换用YQ-365型交流牵引电动机。
另外，CRH2系列的制动采用带滑行控制的电气再生制动和电气指令式空气制动的复合制动方式，利用防滑行控制来提高粘着力。

#### 转向架

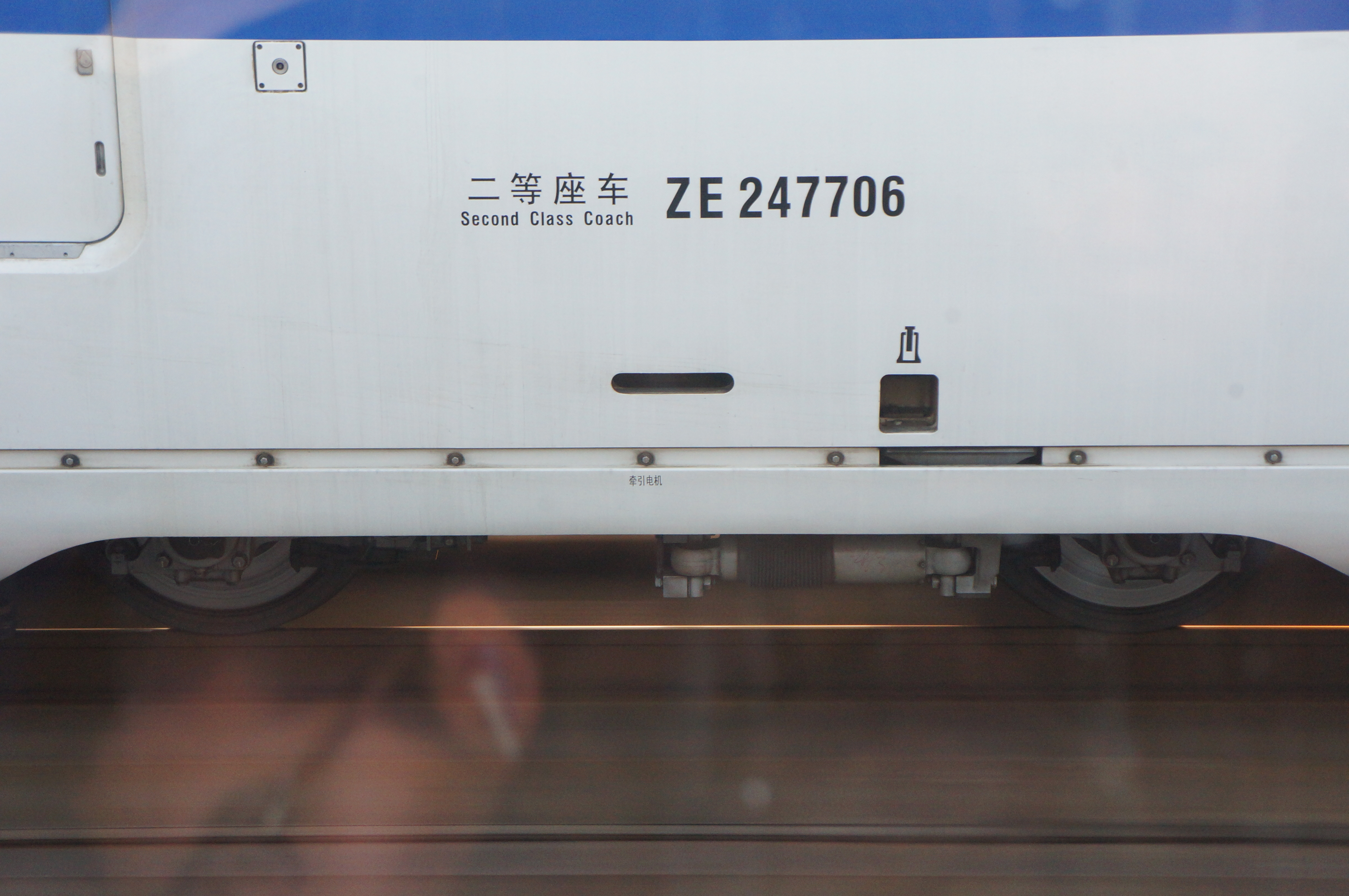
运行中的CRH2A统型动车组的转向架

CRH2A型采用了与原型车E2不同的KW-175（动车）、KW-176型（拖车）转向架，采用转臂式的轴箱定位方式，而非原型车E2的SU-Minden双金属片单侧拉板定位式，轮对内距更改为中国标准的1435mm，为适应中国的T60型钢轨，踏面亦更改为中国的LMA型踏面，其转向架整体构造更类似于川崎重工业的出口型高速转向架系列efSET。虽然使用了和原型车E2型不同的转向架，但是牵引电机和变压、整流、逆变器均和E2原型车相同，在进行技术转移后，在中国生产的2A后期型，以及后来的2B、2E型均使用在原型转向架的基础上由南车四方自主研制的SWMB-250型无摇枕式H型转向架，2C采用SWMB-300型及SWTB-350型转向架。
其转向架一系悬挂装有单组钢弹簧转臂定位+液压减振器，二系悬挂装有空氣彈簧+橡膠堆。另外2C第二阶段对转向架二系悬挂进行改进，又加装了一个抗蛇行减震器，以解决2C第一阶段所存在的垂向和横向振动问题。
另外，CRH2C型两端头车采用半主动悬挂系统，并未采用原型车的全主動式懸吊系統。

#### 集电装置

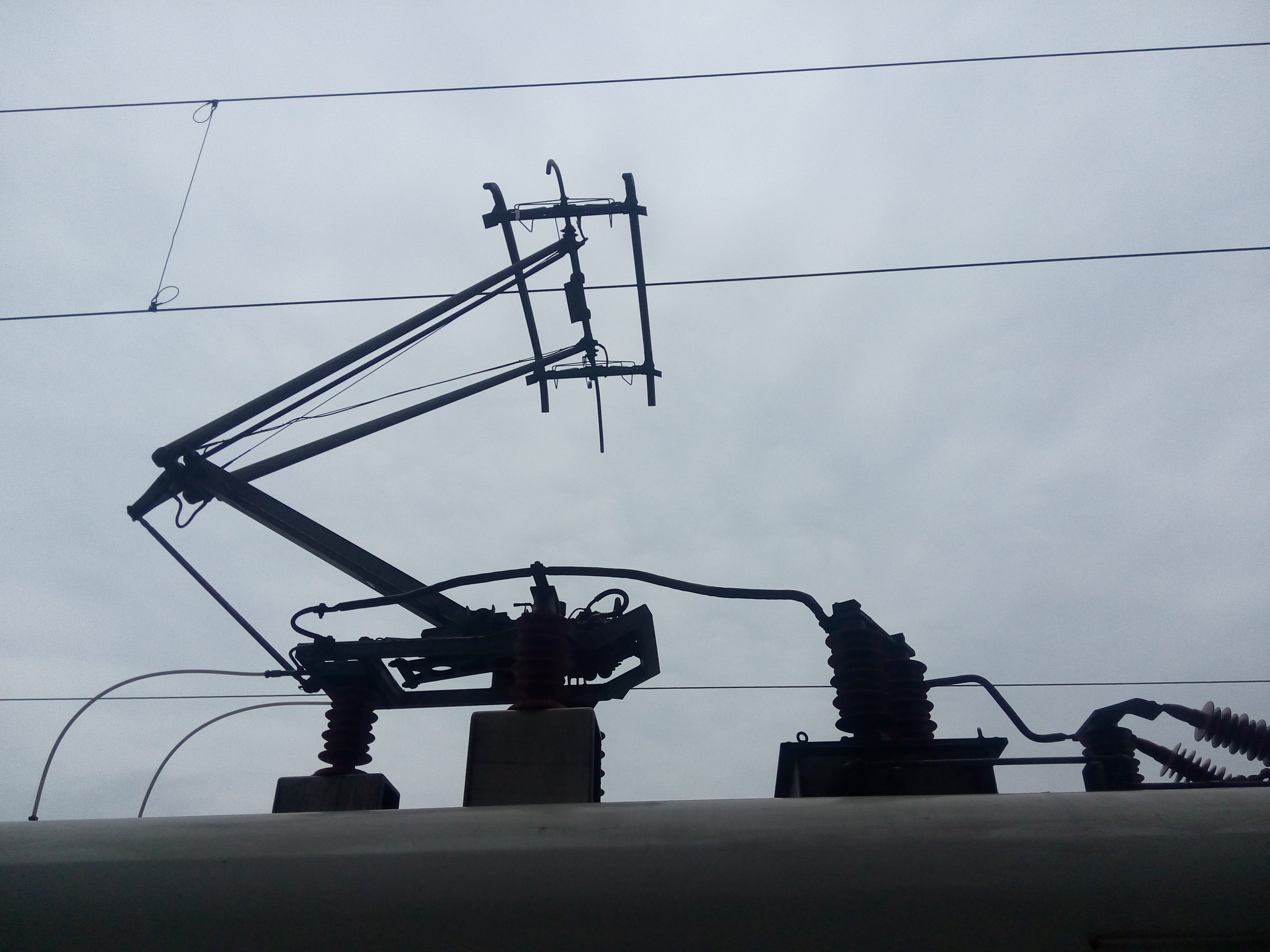
CRH2A-2312的 集电弓

跟原型车采用PS207型单臂集电弓相比，CRH2系列需要按照中国国情及铁路标准（主要承襲德國標準）而作出适当的改动，包括安装采用德国斯特曼公司（Stemmann-Technik）技术、由北車大同電力機車生產的DSA250型集電弓，以适应高变化的沿线接触网。2C需要行驶高速线路因而使用DSA350型高速受电弓。此外，亦有部分編組採用西門子交通集團轄下奧地利MWW公司與崇德公司合製的SSS400+型受电弓。
8节编组的列车在第4车厢、第6车厢处装设一个集电弓，16编组在第4车厢、第13车厢装设两个集电弓。车厢的车顶设置了特高壓引通線，初期制造的CRH2A型在4-5号車之間的车顶上用倾斜头形状电缆连接，紧急时通过特高壓引通線进行切断。CRH2C型受到高速行驶的需要，因此在集电弓两侧设置大型挡板以降低集电弓发出来的噪音，在CRH2C型的2091-2092更在集电弓周围装设大型降噪盖。
辅助供电系统采用冗余设计，当一台牵引变压器出现故障时，可采用故障供电方式，由另一台牵引变压器向整个列车供电。当一台辅助电源装置出现故障，另一台辅助电源装置可通过故障供电方式向整列车供电。

### 内部
CRH2A、2B、2C第一阶段以及2E第一阶段首尾头车的内部与新干线E2系1000番台初期制车辆相同，但需要配合国情，所有CRH2系列列车均会設置二等座车/餐車（8节编组列车设于第5车厢、16节编组列车设于第8车厢）。除2E卧铺动车外，所有CRH2系列列车均设有一等座车及二等座车。一等座车的座位间距为1,160mm，座位设于左右各两排中间为过道。二等座车的座位间距为980mm，座位设于左右3+2排中间为过道。
另外，除CRH2A–2001至CRH2A–2009这9组日本原产车的偶数车厢仅配有饮水机外，其余所有CRH2动车组列车均配有电茶炉并提供开水，以满足中国人惯于喝热水的习惯；同时，还取消了原新干线E2系1000番台的男性小便间的设计。同时列车设置了緊急破窗鎚，这是日本原版车型所没有的。
CRH2型电力动车组发车后的报站铃声亦被用于日本东武铁道部分车站的发车音乐和JR东海部分车站的列车接近广播音乐，以及北京京港地铁的车站广播铃。

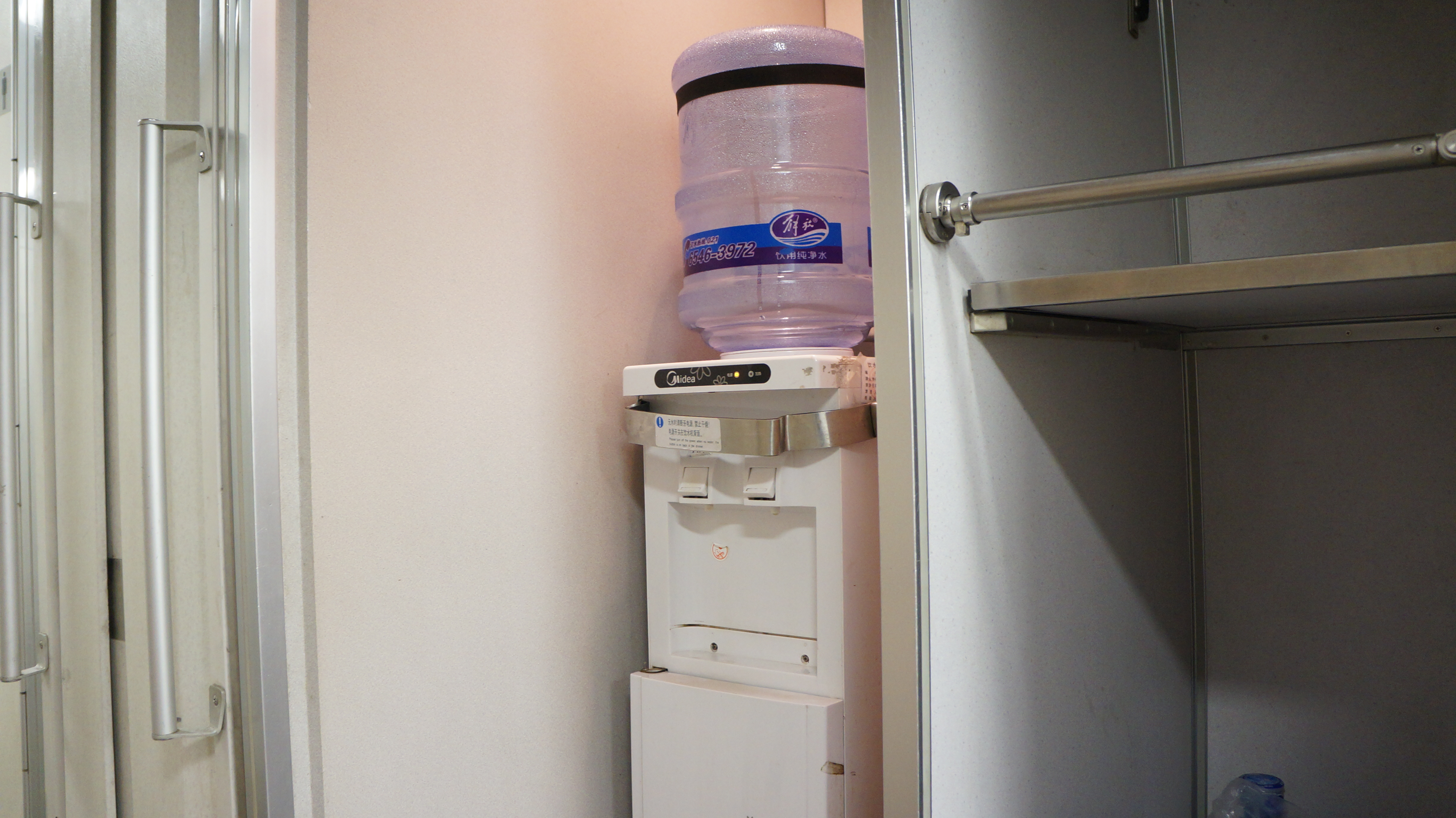
日本原装的CRH2型动车组于偶数车厢配有饮水机，这一设施在国产CRH2中以电茶炉替代
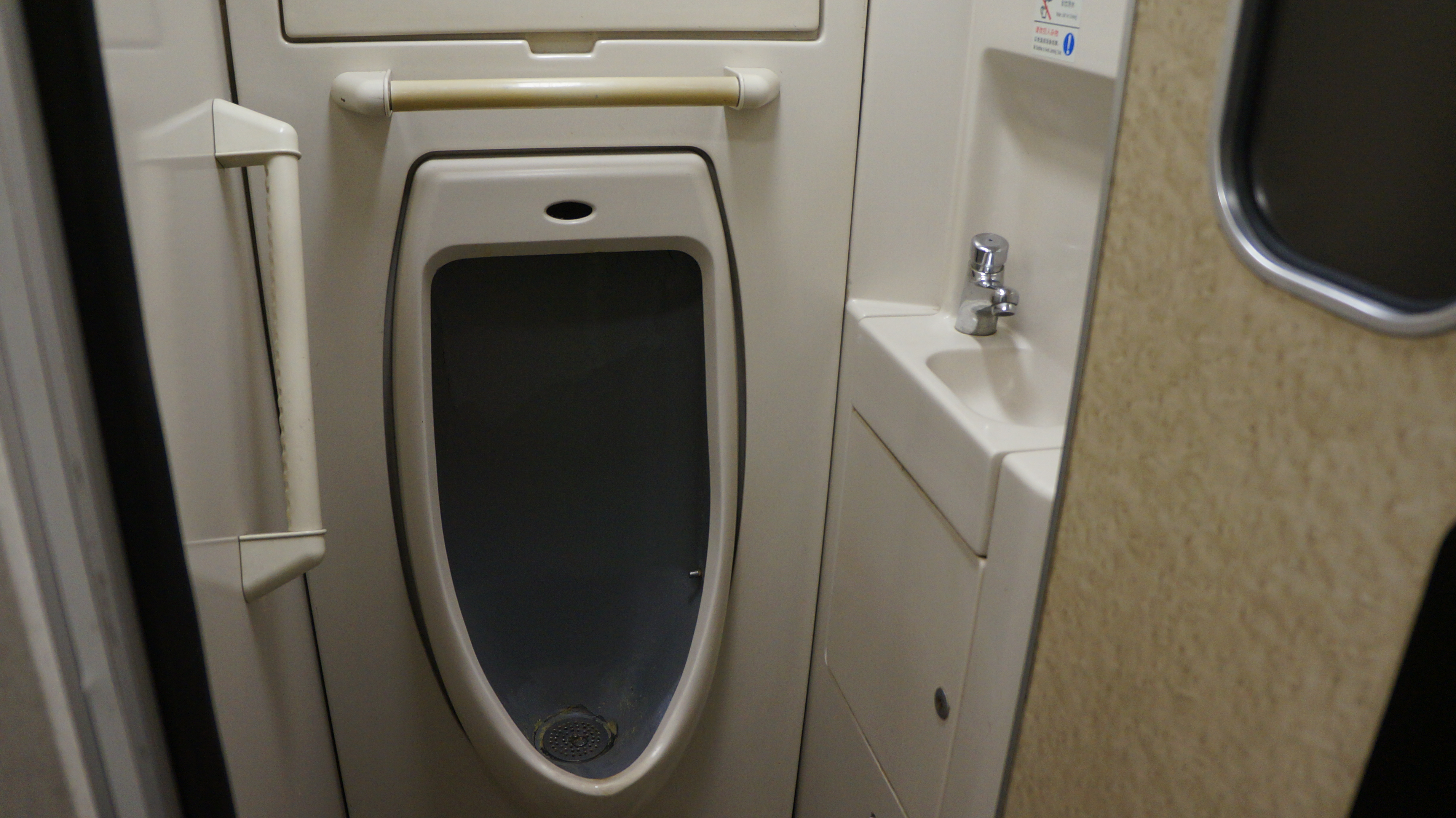
日本原装的CRH2型动车组配有男性小便间
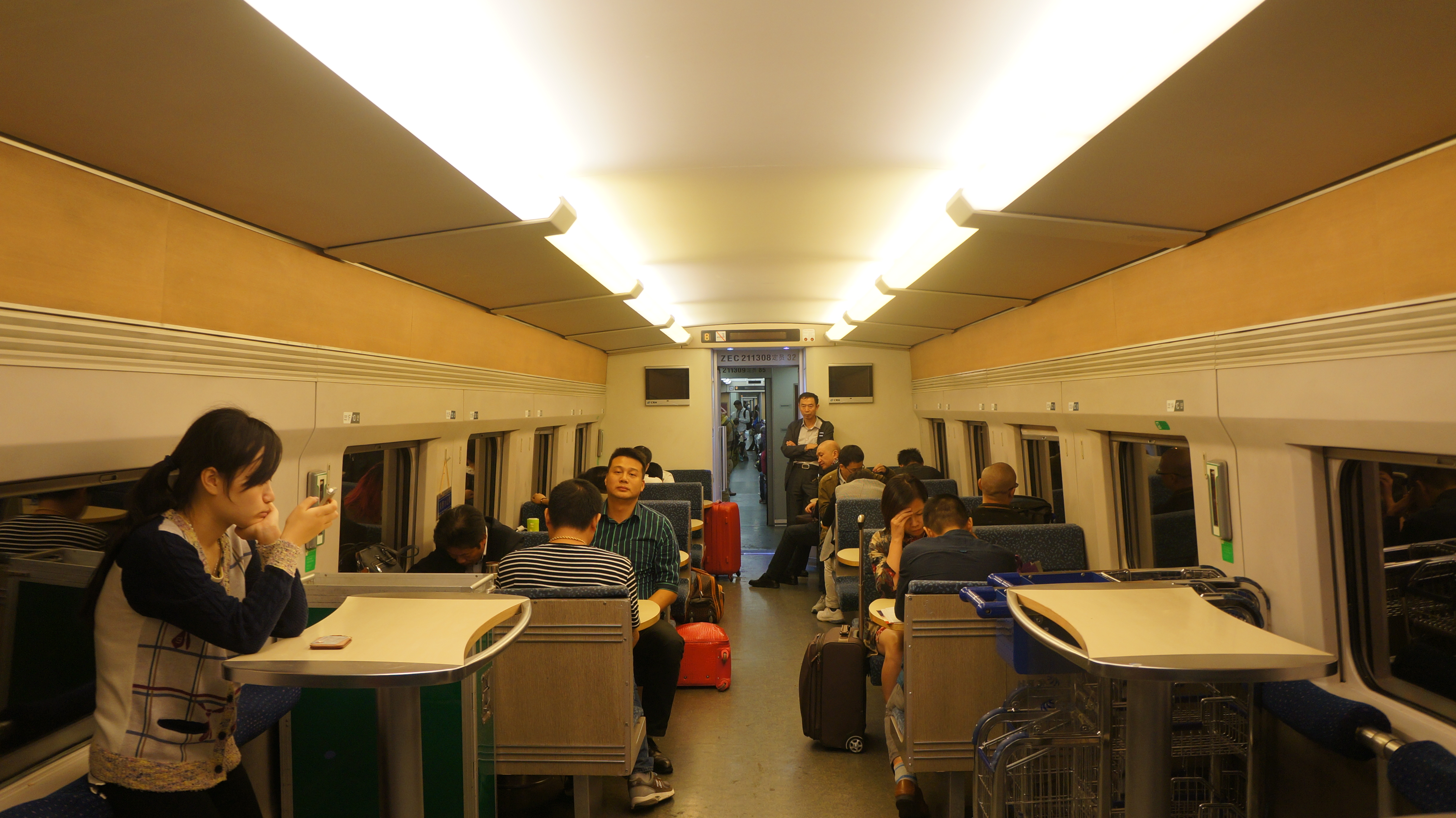
CRH2B编有一整节餐车车厢
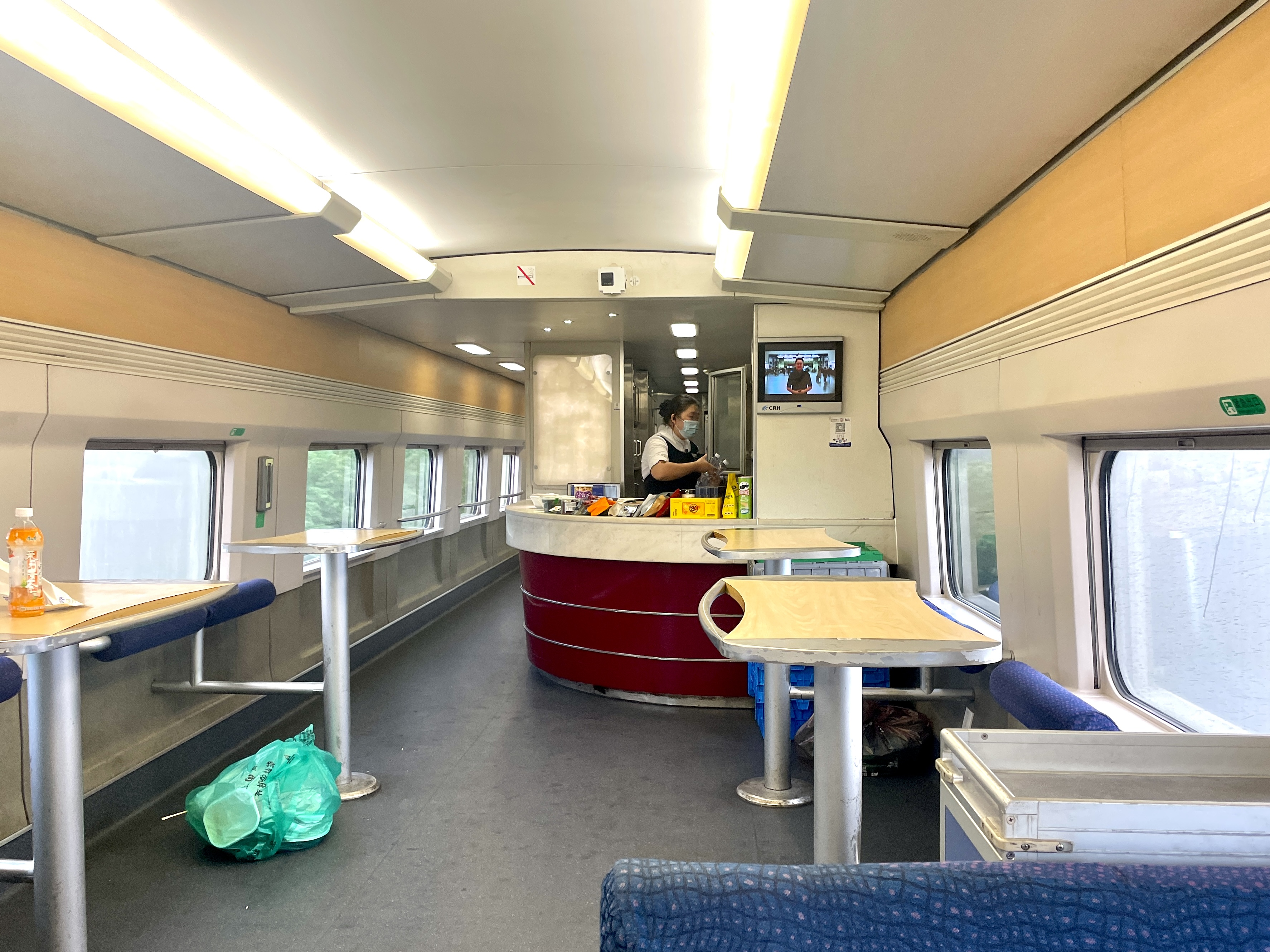
CRH2B餐车

随着衍生车型以及改进版本的出现，部分车型的内部亦会有所差别：
- 部分CRH2A型列车的3号车厢为一等/二等座车（ZYE），采用一等包厢座席和二等座混合布置，二等座座席数量减少至43个，但新增了三个一等座包间共16个座席，其中4人包间一个和6人包间两个，五号车厢总定员59人；另外减少了一等座车数量至一节（七号车厢）。

#### CRH2A统型/CRH2G
CRH2A统型列车编组与原装不同，一等座车位于车厢的头节编组，另外，一等座车厢窗户使用二等座车厢的大窗户，但舒适性无法与原版型号媲美。在CRH2A统型列车的二等座均增加了220V-50Hz的电源插座，这是非统型车所没有的。
另外，位于车厢两侧上部的显示屏将原装的双色改为单色，字体亦有变化。亦在所有车厢装设4:3的显示屏提供列车电视广播。另外，每节车厢均设有厕所、部分车厢会设轮椅停放位。CRH2A统型列车的司机室门上设有小型观察孔，可供乘客观看司机操作及前方视野。
而后期制造的CRH2A统型、以及CRH2G，采用了和CRH380A类似的车厢内部设计。另外后期制造的CRH2A统型车的座椅与初期CRH2A相同。

#### CRH2C二阶段
CRH2C二阶段的内部模仿了CRH3C型的设计隔墙装饰为较深的木质暖色调，并大量使用LED光源。

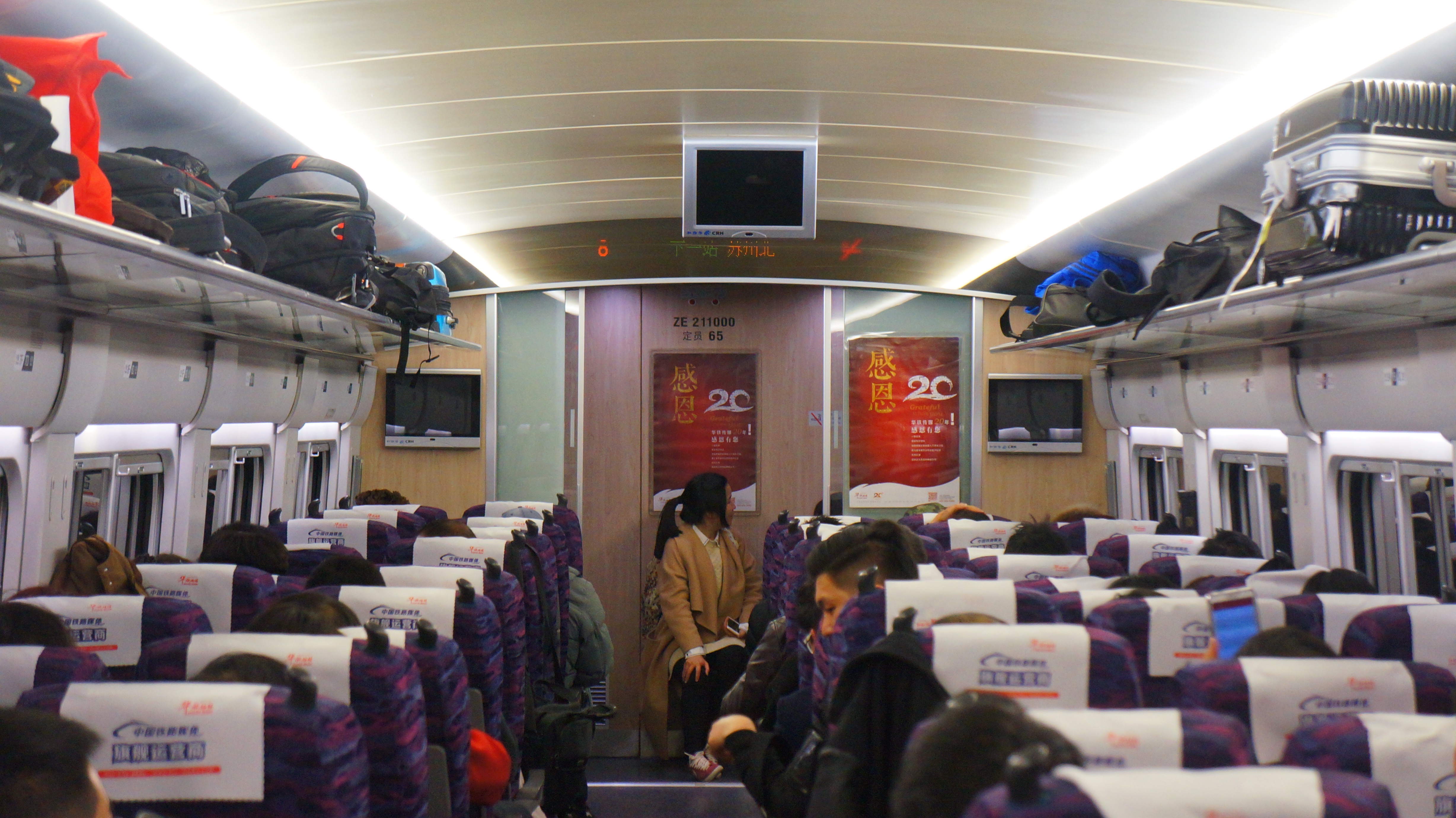
二阶段二等座内饰
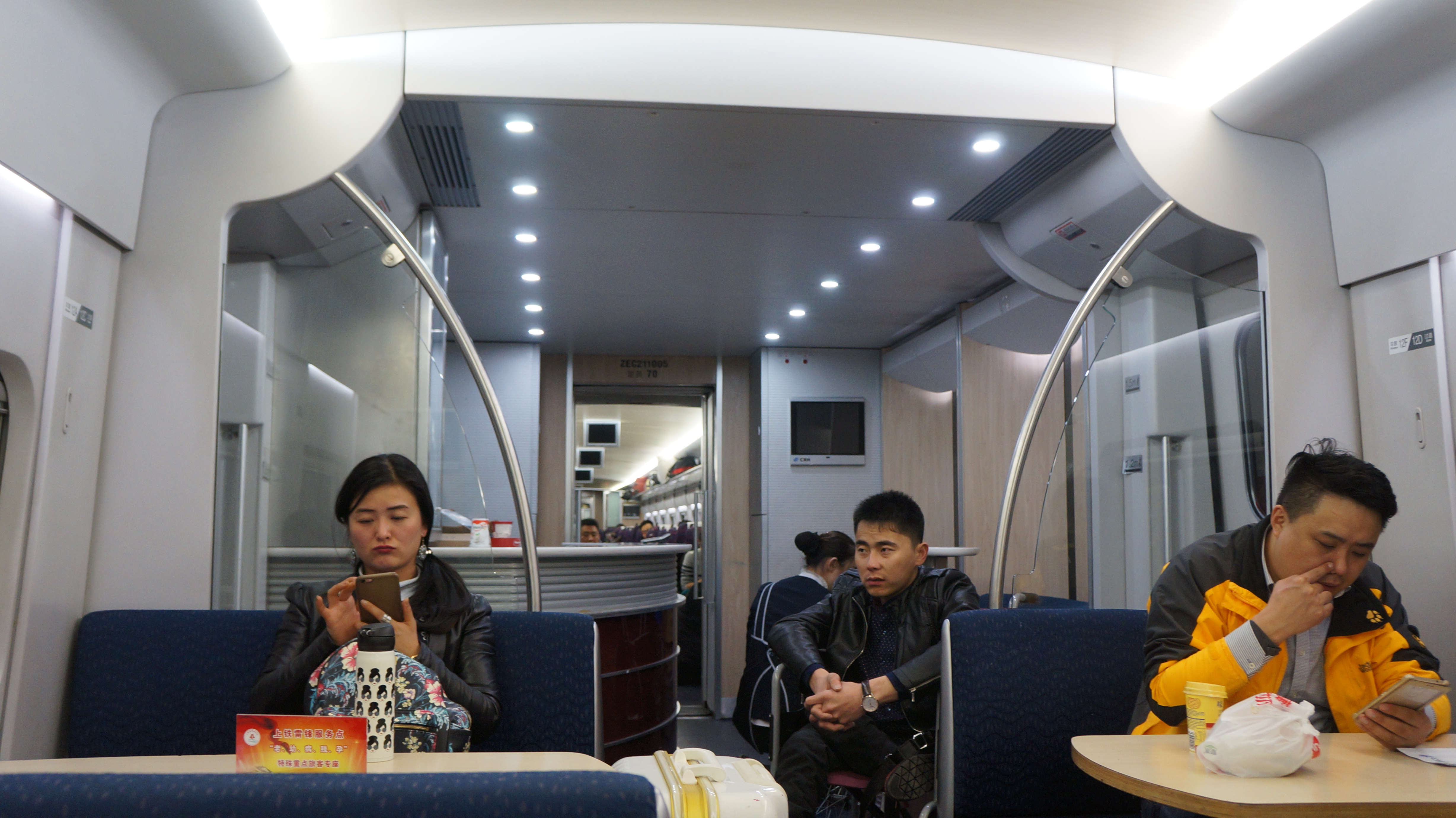
二阶段餐车内饰
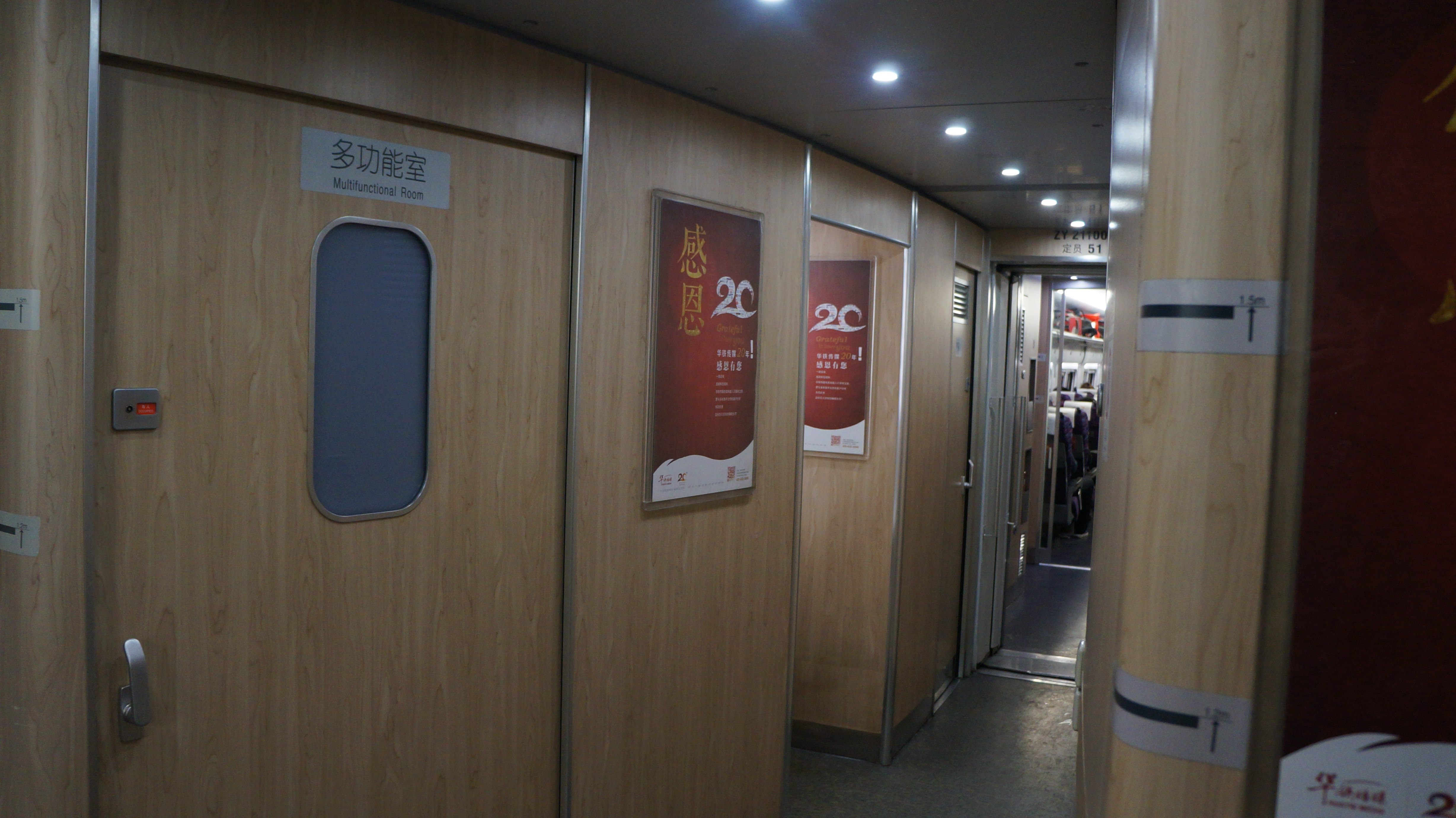
车厢连接处大量运用深色木材

#### 卧铺型

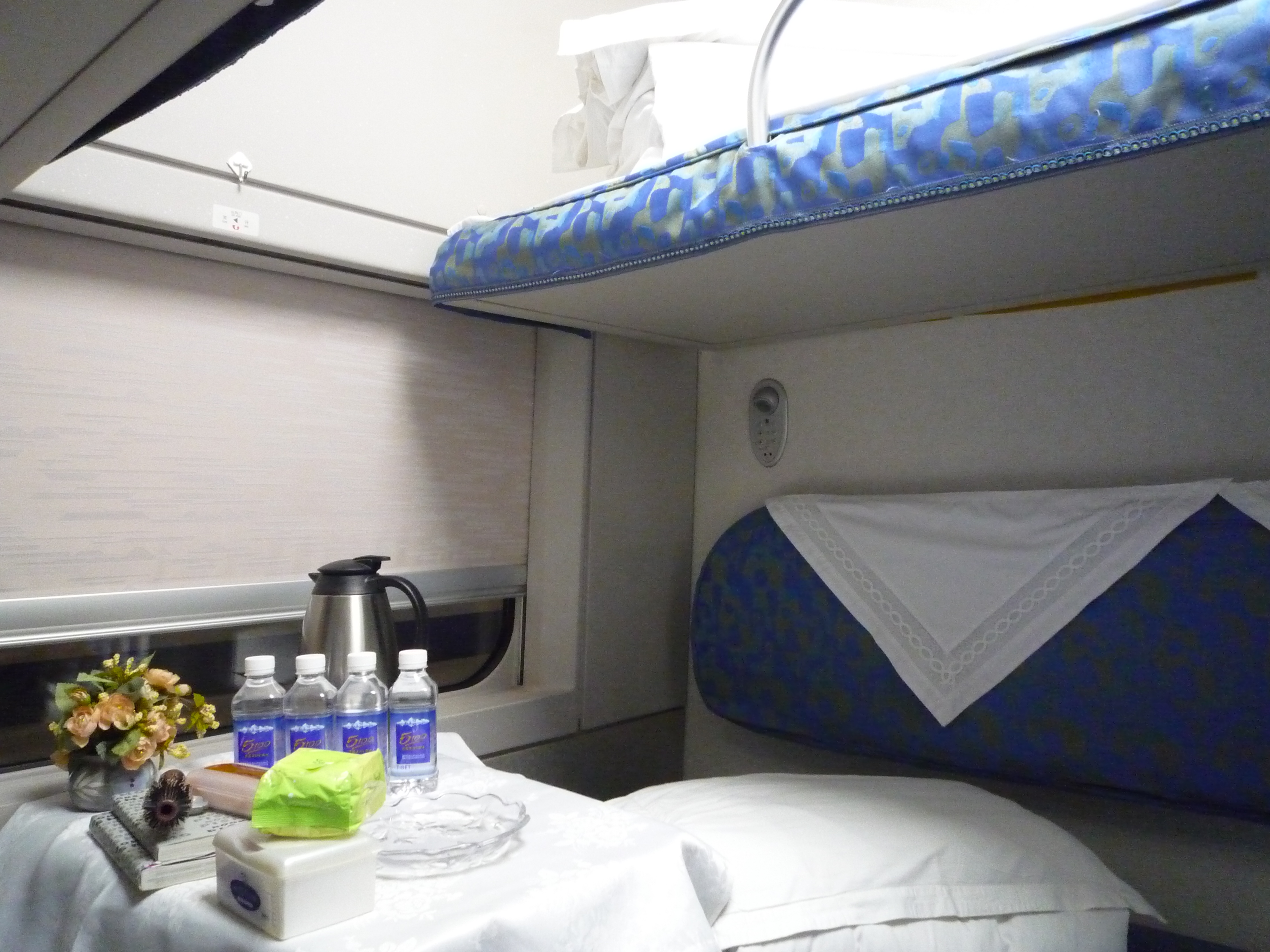
卧铺包廂

作为卧铺型号的CRH2E，列车会设有設有13節软卧车，但会另外设2節首尾的二等座車和1節餐車。软卧车每輛10個包廂，共40個鋪位，每個鋪位均裝有附耳机的液晶電視，并增加了即时联系乘务员的旅客呼唤系统，餐車內設有休閒酒吧和三台液晶显示屏。另外，为方便旅客使用随身电子产品，每個車廂均安裝了AC220V家用电源插座，其中二等座車每隔三排座椅下設1個插座，軟臥車每个包間設1個插座、走廊設2個插座。餐車酒吧區設2個插座。
新型CRH2E卧铺动车组的下层卧铺是抽拉式结构，可以灵活切换为座位，这种设计使得动车组既可在夜间以“卧车”运营，也能在白天以“座车”运营，大大提高了卧铺动车组的利用率。另外在每个双号车厢增加一个卫生间，缓解高峰期卫生间使用紧张的问题。
CRH2E-2463至2465三组车为纵向卧铺动车组，铺位方向与列车相同。每个隔间有上下两个铺位，并配有床帘。

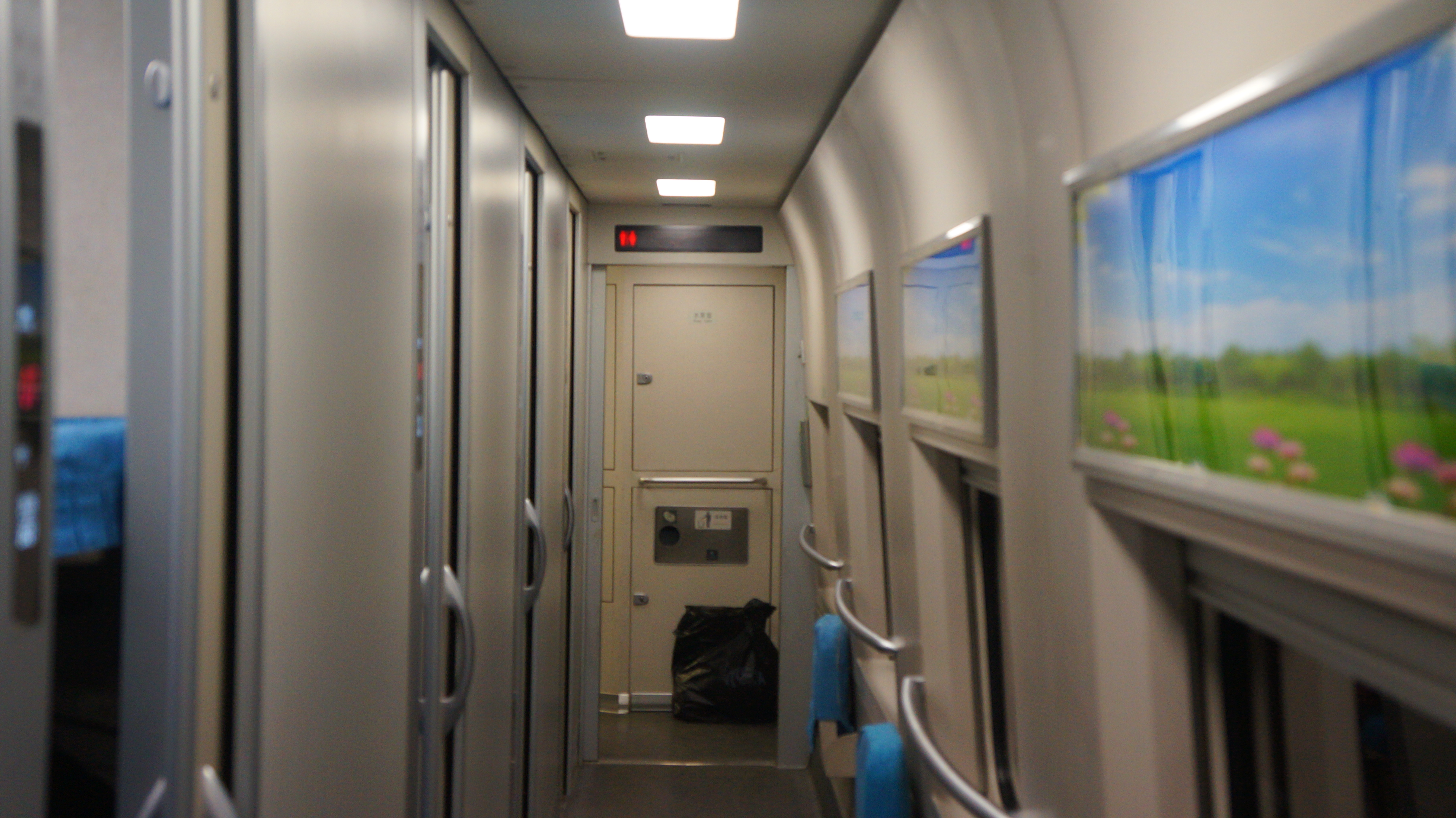
卧铺车走廊
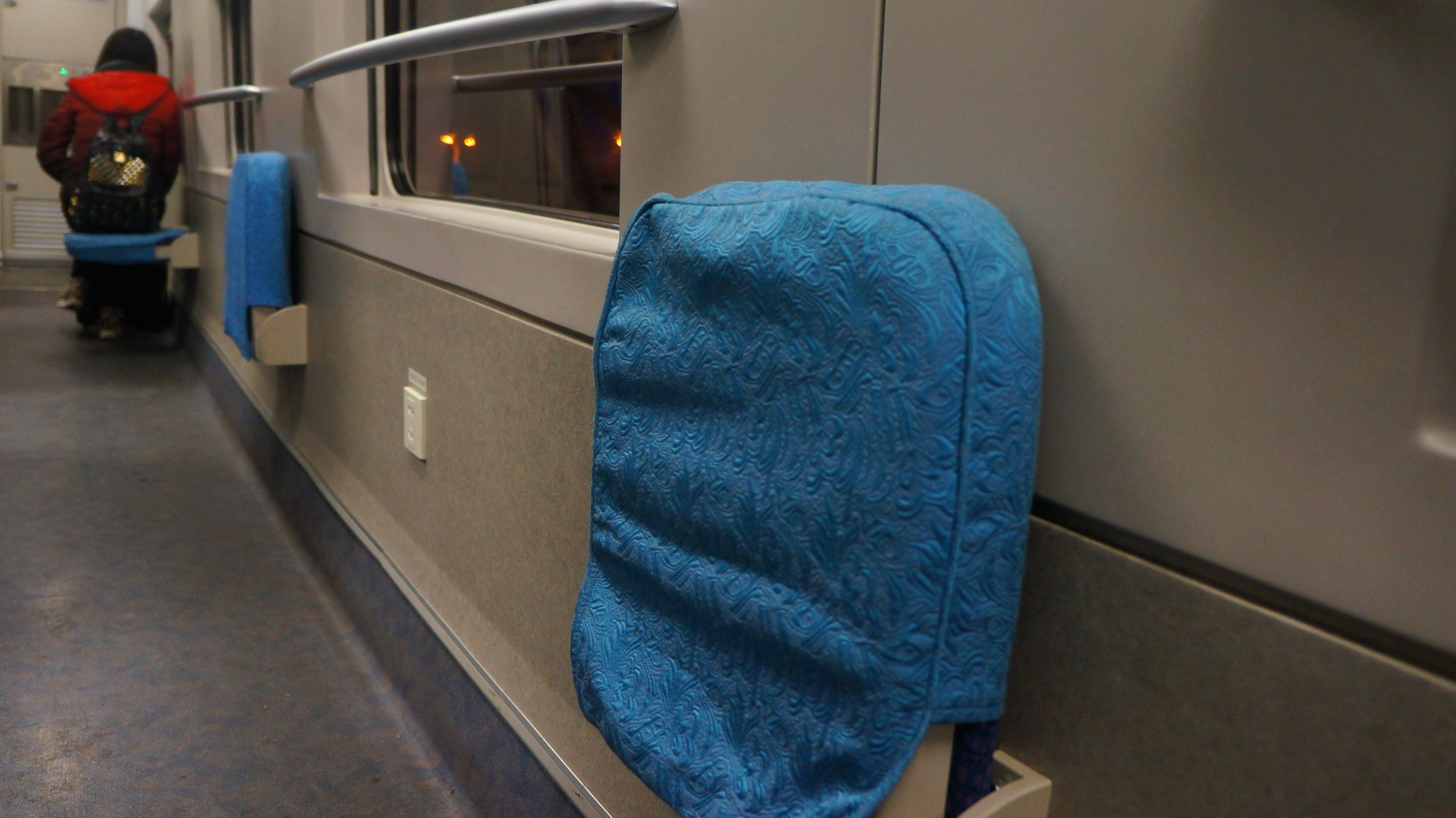
设在卧铺车走廊上的座椅
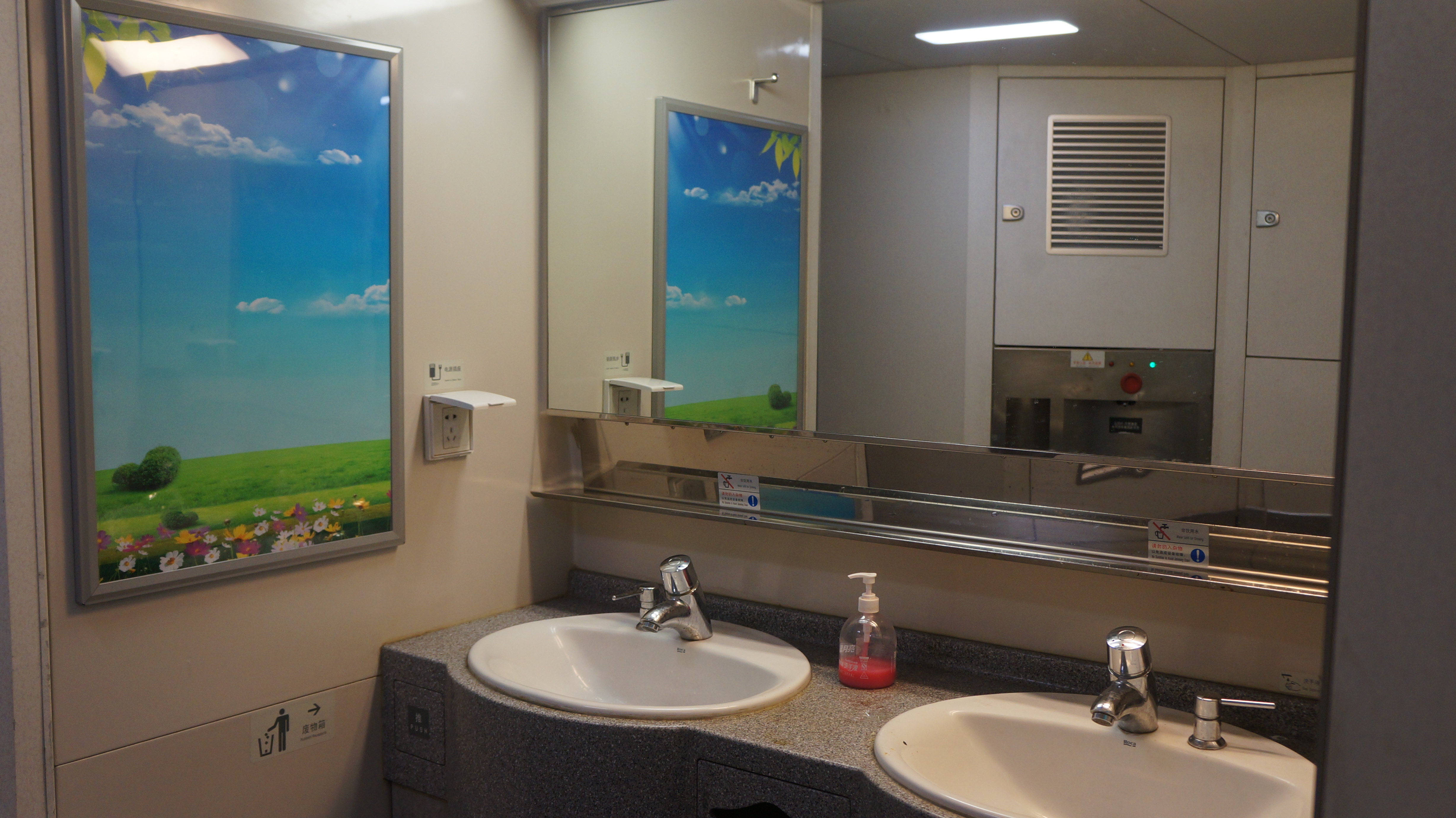
卧铺车厢的洗漱台
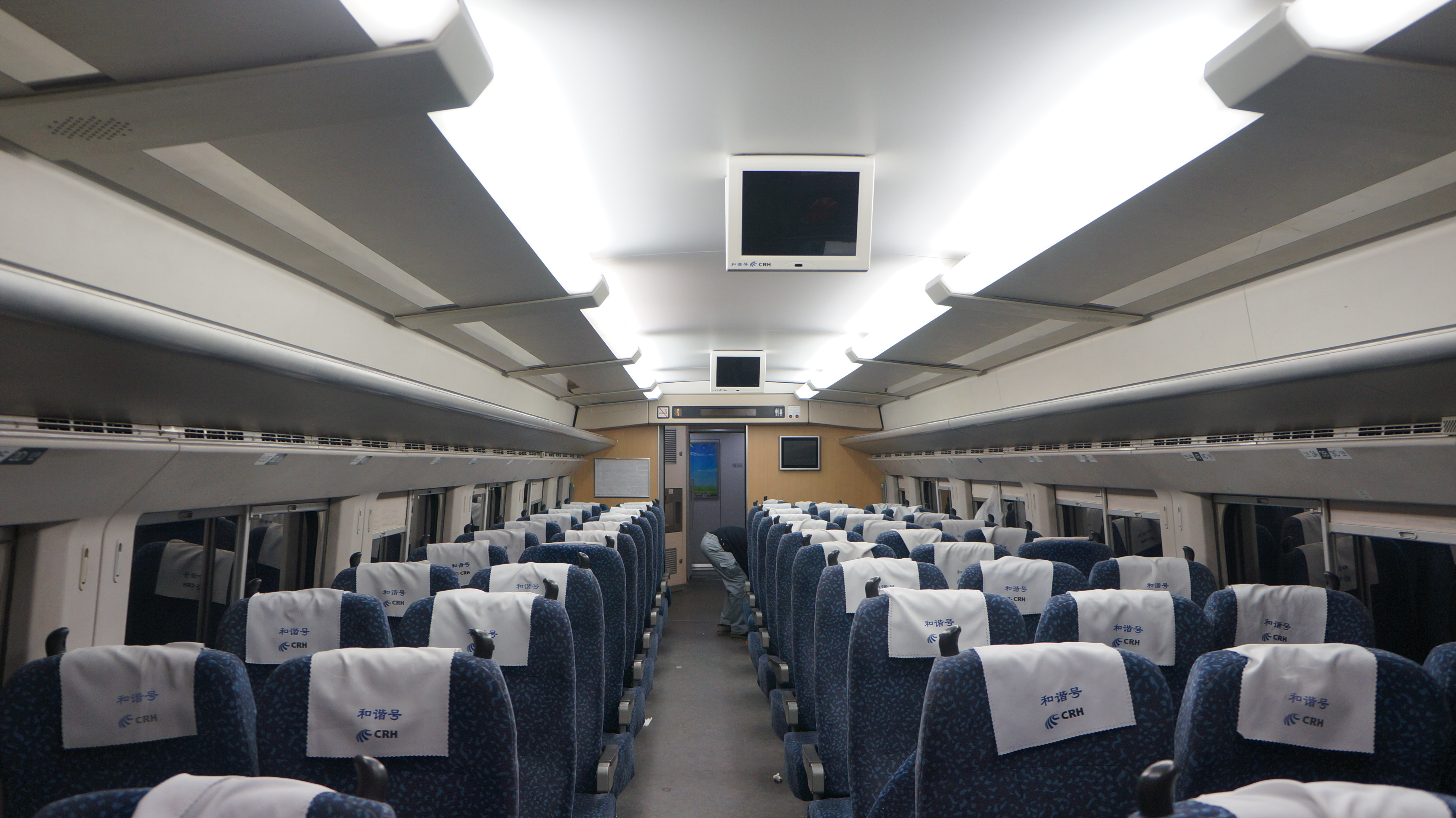
设于车厢两端的二等座车厢内饰
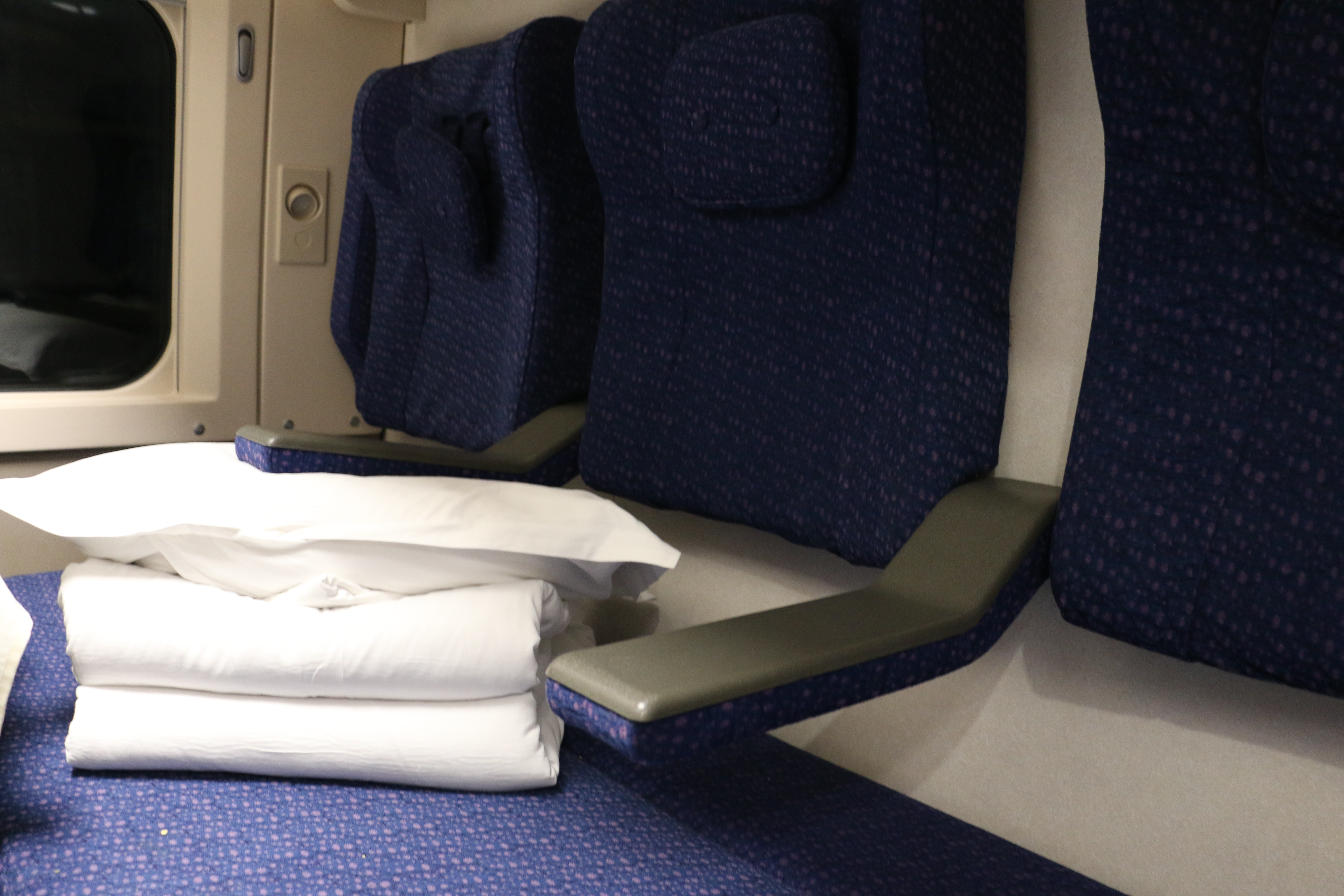
新型CRH2E卧铺车厢的坐卧两用床位
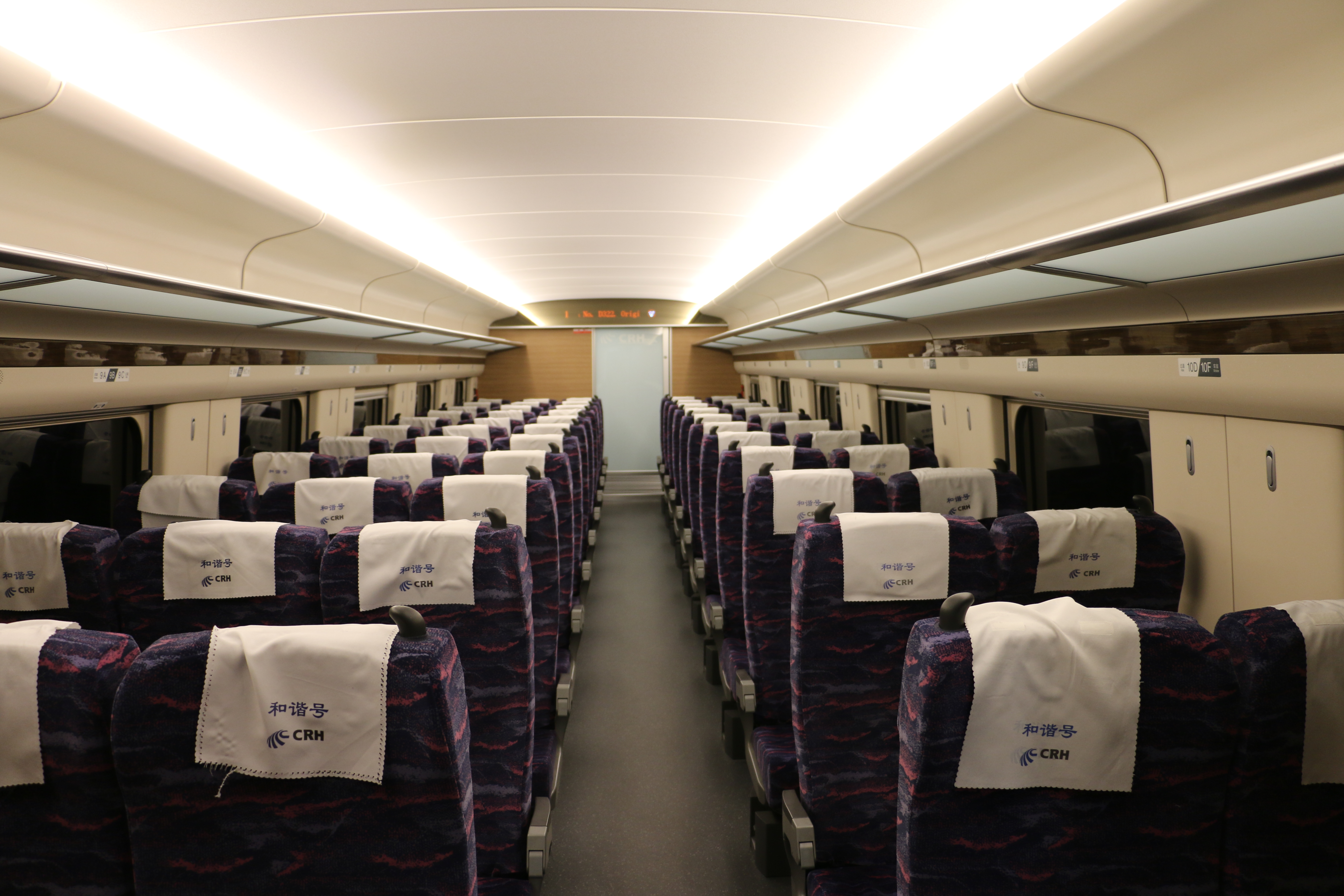
新型CRH2E的二等座车厢内饰，与CRH380A和CRH2G类似
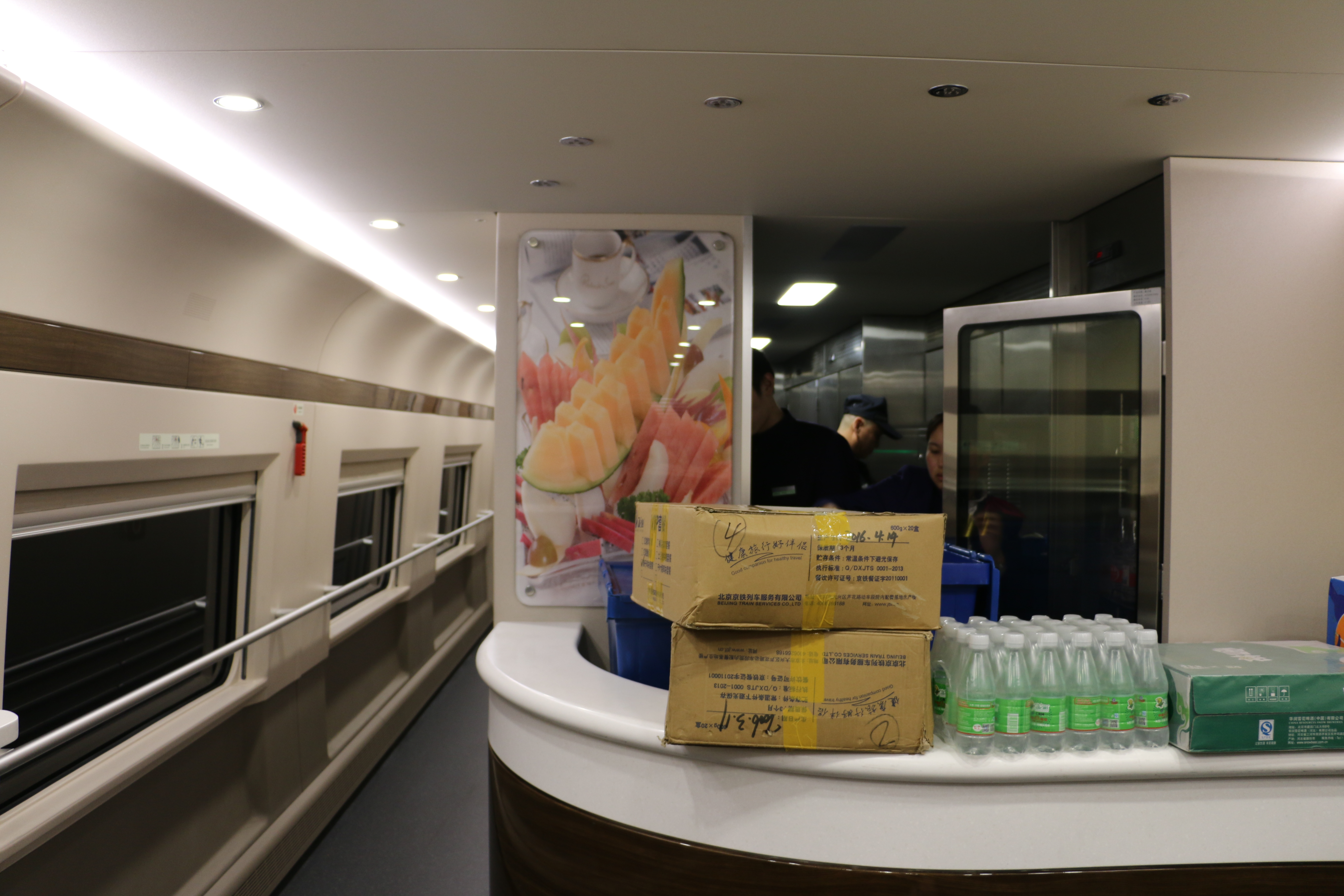
新型CRH2E不设餐车座，吧台后侧即是卧铺包间
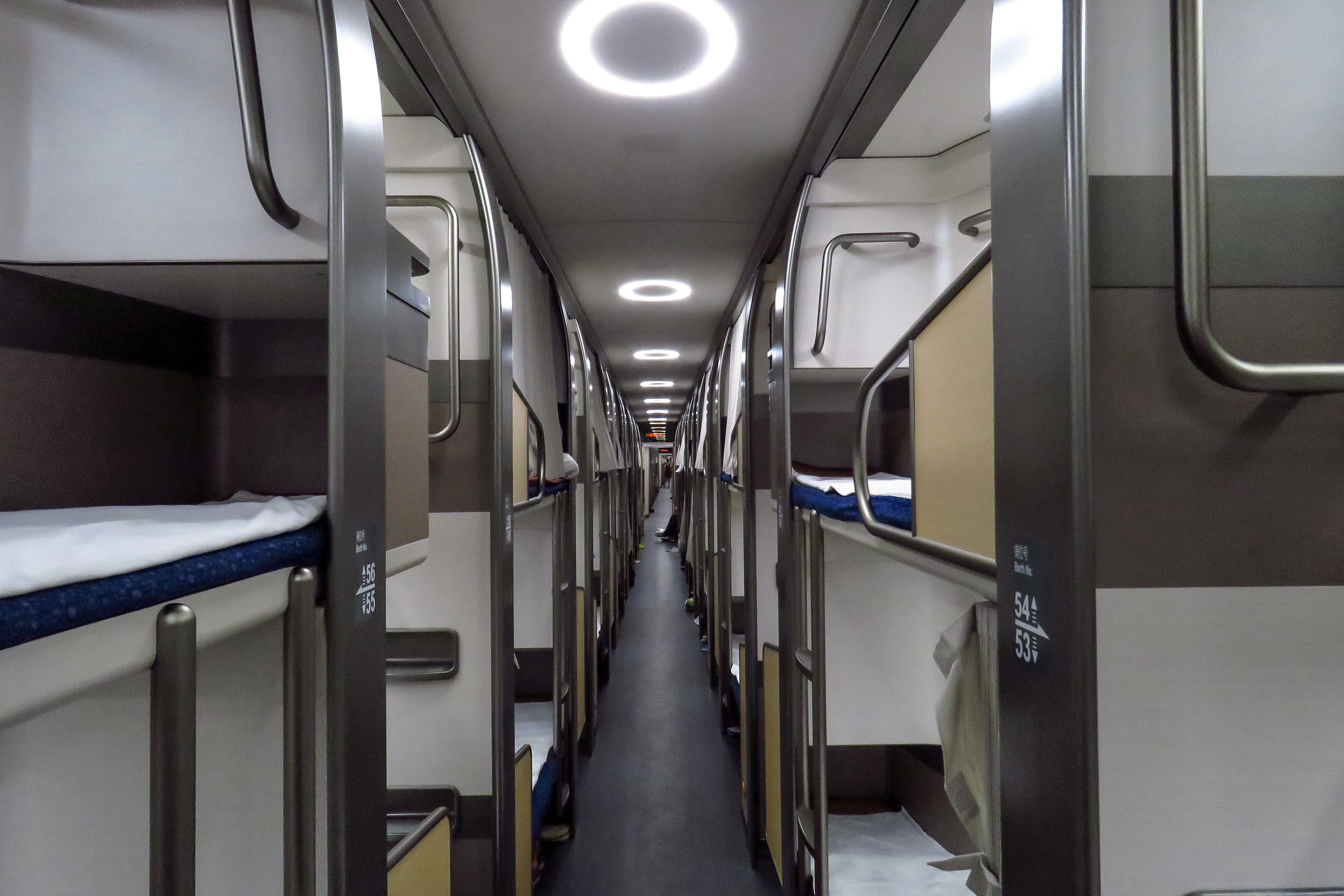
纵向卧铺排列的CRH2E内部

## 各種车型

### CRH2A

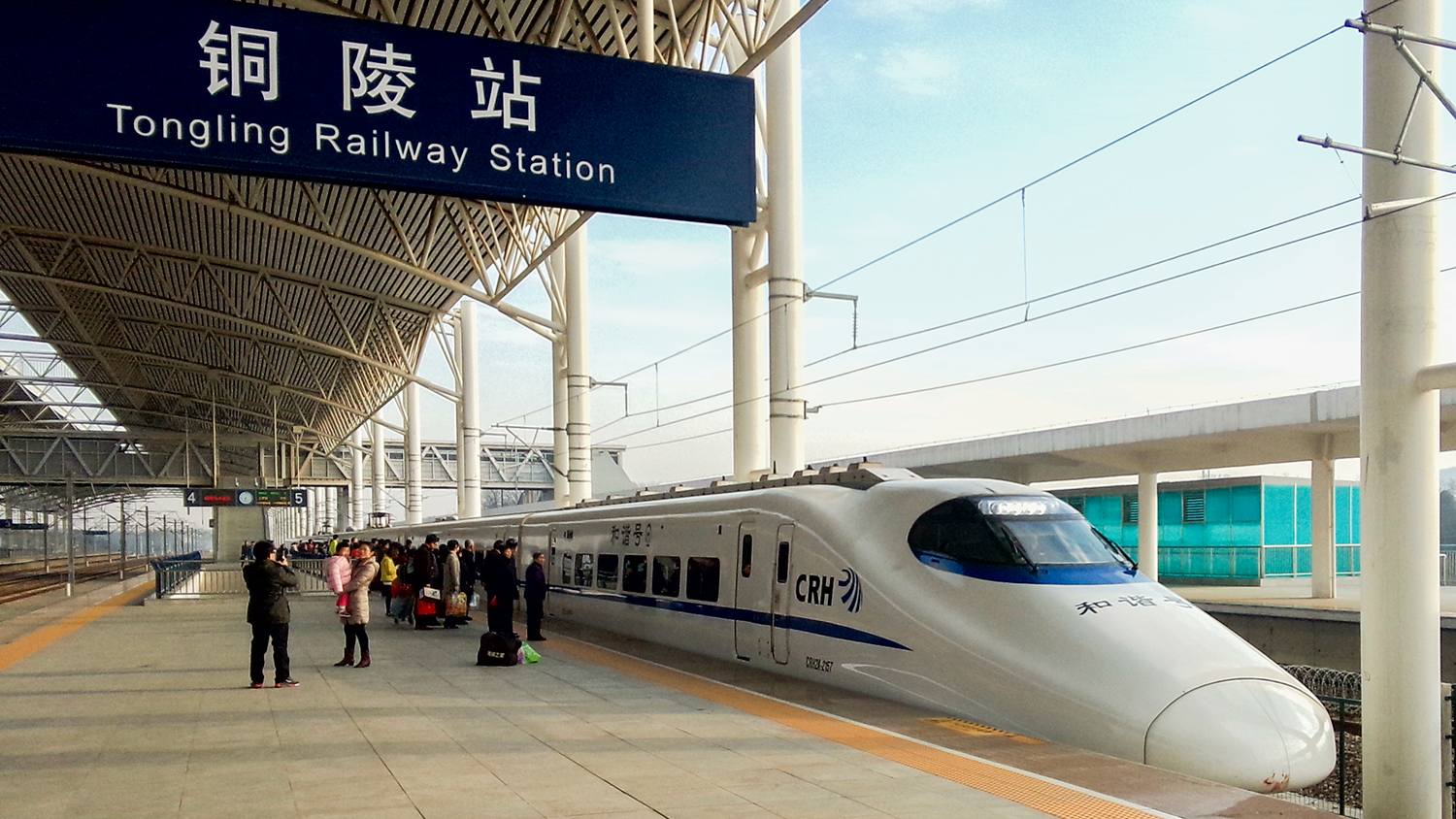
上海铁路局CRH2A型动车组担当的D5653次正在停靠在铜陵站

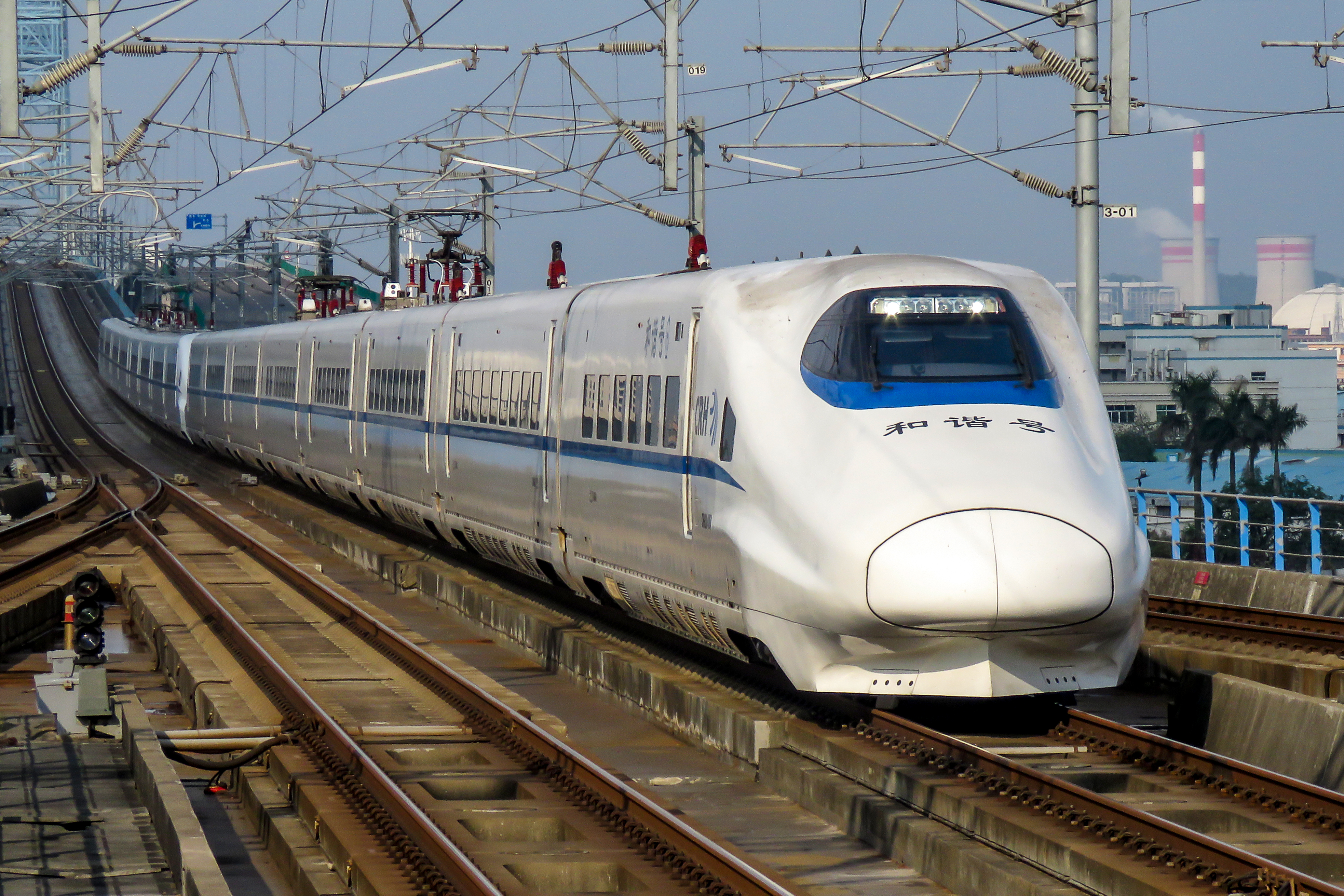
隸屬於广州局集团的廣珠城際軌道交通上CRH2A统型车担当的D1841次正在通过小榄站

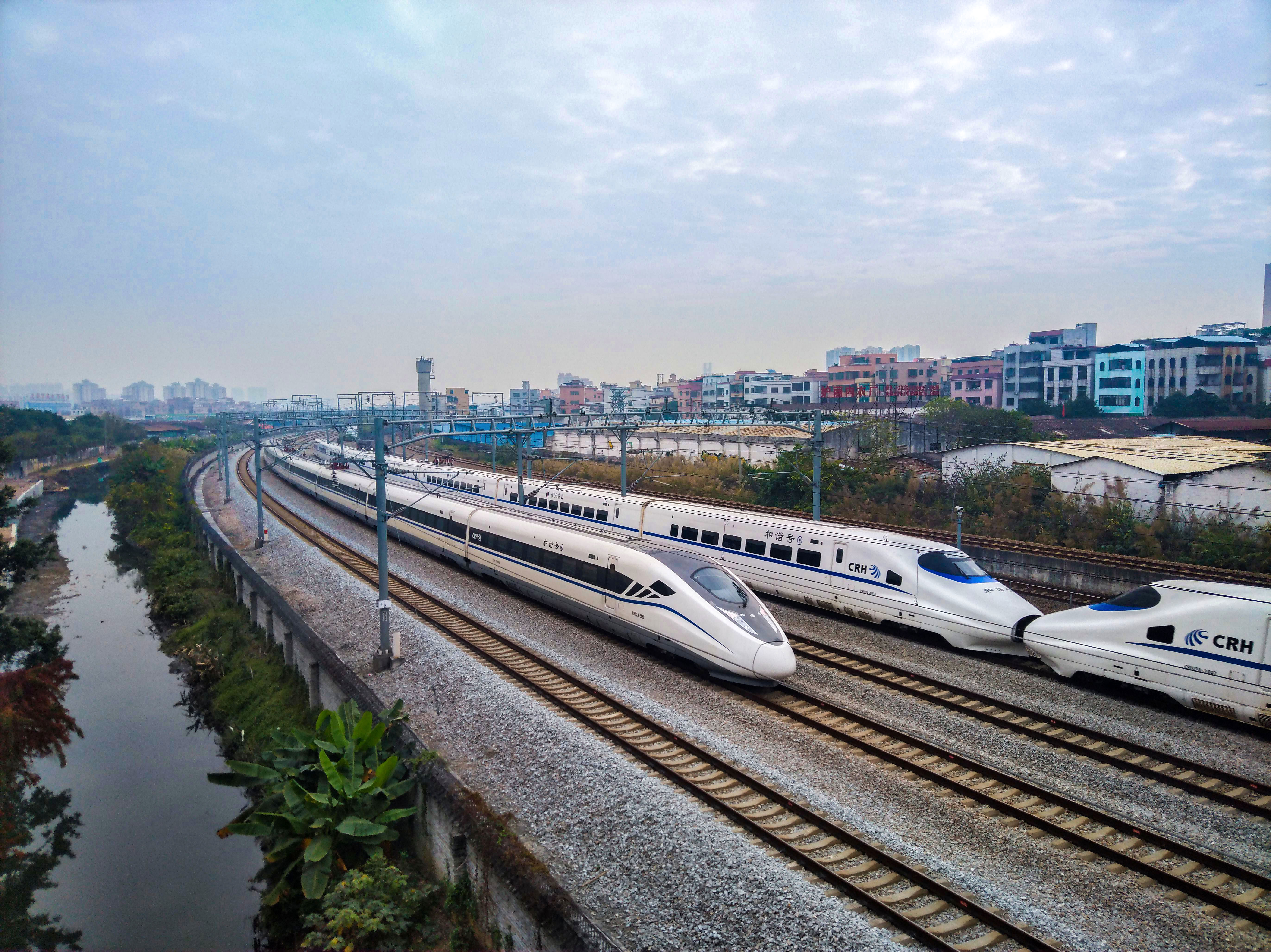
贵广客专线上的新头型统型CRH2A（前）与南广线上的统型CRH2A（后）经过盐步线路所附近；新头型最终未用于统型CRH2A的批量生产，仅生产一列，但后来应用于CRH2G型动车组当中

截至2018年7月，CRH2A型的数量有491列，首3列由日本原装进口，均为8輛編組的列車，是整个CRH2系列中车型最多的。编组方式是4节动车配4节拖车（4M4T），每4节为一个单元，牵引功率为4800千瓦，最高营运时速为250公里，标称时速200公里，列车装有两副集電弓。列车设有一等座车、二等座车和二等座车/餐车，其中一等座及二等座座椅均可旋转。CRH2A可两组重联运行。
CRH2A型在第5车厢设置二等座车/餐车，非統型車在第7车厢设置一等座车。现时的统型CRH2A型亦将一等座车直接设于第1车厢。
后期制造的统型CRH2A，亦根据中国铁路总公司的要求采用统一规范动车组的设计而诞生，除了将一等座车直接设于第1车厢之外，每节车厢均设厕所，部分车厢更设無障礙座位。另外，取消驾驶室往站台方向的独立小门，駕駛員座位由原来靠左的位置改在中间位置，驾驶台布局与CRH380A相同。驾驶拖车车厢顶部的天线取消。
直至於2016年10月，CRH2A型大部分配属于南昌局、成都局、上海局、南宁局及广州局等。
CRH2A 編组表
| 车厢号                                                                               | 车厢号   | 1                      | 2              | 3              | 4                      | 5              | 6                      | 7              | 8                      |
|                                                                                      |          |                        |                |                |                        |                |                        |                |                        |
| 动力配置                                                                             | 动力配置 | 无动力，带驾驶室（Tc） | 有动力（M）    | 有动力（M）    | 无动力，带受电弓（Tp） | 无动力（T）    | 有动力，带受电弓（Mp） | 有动力（M）    | 无动力，带驾驶室（Tc） |
| 动力单元                                                                             | 动力单元 | 单元1（2M+2T）         | 单元1（2M+2T） | 单元1（2M+2T） | 单元1（2M+2T）         | 单元2（2M+2T） | 单元2（2M+2T）         | 单元2（2M+2T） | 单元2（2M+2T）         |
| 非統型（CRH2A-2001～2009、2011～2060、2151～2211）                                   |          |                        |                |                |                        |                |                        |                |                        |
| 车型                                                                                 | 车型     | 二等座车               | 二等座车       | 二等座车       | 二等座车               | 二等座車／餐車 | 二等座车               | 一等座车       | 二等座车               |
| 车辆编号                                                                             | 车辆编号 | CRH2A-2xxx ZE 2xxx01   | ZE 2xxx02      | ZE 2xxx03      | ZE 2xxx04              | ZEC 2xxx05     | ZE 2xxx06              | ZY 2xxx07      | CRH2A-2xxx ZE 2xxx00   |
| 定員                                                                                 | 定員     | 55                     | 100            | 85             | 100                    | 55             | 100                    | 51             | 64                     |
| 统型（CRH2A-2212～2416、2427～2460、2473～2499、4001～4071、4082～4095、4114～4131） |          |                        |                |                |                        |                |                        |                |                        |
| 车型                                                                                 | 车型     | 一等座车               | 二等座车       | 二等座车       | 二等座车               | 二等座車／餐車 | 二等座车               | 二等座车       | 二等座车               |
| 车辆编号                                                                             | 车辆编号 | CRH2A-2xxx ZY 2xxx01   | ZE 2xxx02      | ZE 2xxx03      | ZE 2xxx04              | ZEC 2xxx05     | ZE 2xxx06              | ZE 2xxx07      | CRH2A-2xxx ZE 2xxx00   |
| 定員                                                                                 | 定員     | 48                     | 90             | 90             | 77                     | 63             | 90                     | 90             | 65                     |

| \| 配属 \| 数量 \| 动车组编号 \| 运用所 \| 备注 \| \| -------------- \| ---- \| ---------------------------------------------------------------------------------------------------------------------------------------------------------------------------------------------------------------------------------------------------------------------------------------- \| ---------------- \| --------------------------------------------------------------------------------------------------------------------- \| \| 武汉局集团 \| 33 \| 2011、2013、2022、2029、2033、2035、2039、2043、2046、2050～2052、2054、2055、2059、2060、2152、2162～2164、2173、2179、2192、2193、2200、2201、2205～2211 \| 汉口 \| \| \| 武汉局集团 \| 15 \| 2017、2019、2023、2027、2034、2045、2047～2049、2053、2056、2151、2169、2180、2199 \| 武汉 \| \| \| 上海局集团 \| 28 \| 2001～2003、2005、2007、2016、2018、2020、2028、2031、2057、2058、2161、2166、2168、2174～2176、2181～2184、2187、2189、2194～2196、2203 \| 上海南 \| \| \| 上海局集团 \| 44 \| 2004、2006、2008、2009、2012、2014、2015、2021、2024～2026、2030、2032、2036～2038、2040～2042、2044、2153～2160、2165、2167、2170～2172、2177、2178、2185、2186、2188、2190、2191、2197、2198、2202、2204 \| 南通 \| \| \| 南昌局集团 \| 9 \| 2216、2219、2246、2248、2257、2260、2284、2285、2476 \| 南昌东 \| \| \| 南昌局集团 \| 32 \| 2212～2215、2218、2220、2222～2224、2233～2235、2237、2247、2252～2255、2258、2259、2271、2275、2290～2293、2302、2324、2326、2427、2430、2441 \| 南昌西 \| \| \| 南昌局集团 \| 7 \| 2282、2446、2457、2458、2493、4012、4013 \| 廈門北 \| \| \| 南昌局集团 \| 5 \| 2283、2436、2477、4006、4008 \| 福州南 \| \| \| 南昌局集团 \| 22 \| 2437、2440、2442、2447、2451～2456、2494、4009、4014～4017、4045～4050 \| 龙岩 \| \| \| 成都局集团 \| 29 \| 2228、2231、2305、2321、2323、2325、2335、2336、2338～2340、2373、2385、2390、2438、2480～2482、2490、2491、4007、4022、4023、4035～4040 \| 重庆北 \| \| \| 成都局集团 \| 13 \| 2272、2333、2337、2360、2363、2364、2374、2391、2392、2395～2397、4020 \| 贵阳北 \| 2395起為統型車。 4020因涉及2022年6月4日D2809次列車出軌事故在2023年5月返回中車四方進行復修工作，现已改造为货运动车组。 \| \| 南宁局集团 \| 54 \| 2238、2240～2245、2262、2263、2269、2270、2276、2279、2281、2286、2287、2289、2296、2297、2301、2303、2312～2314、2327、2328、2346～2348、2370、2371、2375、2378、2383、2386、2387、2393、2394、2398、2399、2401、2404、2407、2443～2445、2450、4018、4031、4032、4069、4071、4114、4115 \| 南宁 \| \| \| 南宁局集团 \| 34 \| 2239、2266、2277、2278、2280、2288、2300、2306、2307、2366～2369、2384、2400、2402、2412、2413、2431～2433、2439、4033、4034、4041、4043、4068、4070、4116～4121 \| 桂林北 \| \| \| 太原局集团 \| 25 \| 2217、2249～2251、2256、2294、2295、2308～2311、2316～2319、4122～4131 \| 太原 \| \| \| 广州局集团 \| 22 \| 2298、2320、2330、2331、2343、2344、2349、2350、2403、2405、2416、2449、2478、2488、4002、4004、4025、4055、4056、4061、4065、4067 \| 广州南 \| \| \| 广州局集团 \| 27 \| 2329、2341、2372、2379～2382、2388、2389、2408、2409、2428、2448、2473、2475、2479、2487、2495～2498、4003、4024、4060、4063、4064、4066 \| 佛山西（客专场） \| \| \| 济南局集团 \| 22 \| 2227、2345、2352～2355、2358、2359、2362、2365、2376、2377、2410、2411、2414、2415、2459、2486、4010、4011、4051、4052 \| 青岛 \| \| \| 济南局集团 \| 17 \| 2225、2226、2261、2267、2268、2332、2334、2356、2357、2361、2429、2434、2435、2483～2485、2828 \| 濟南 \| \| \| 昆明局集团 \| 52 \| 2221、2229、2230、2232、2236、2264、2265、2273、2274、2299、2304、2315、2322、2342、2351、2406、2460、2474、2489、2492、2499、4001、4005、4019、4021、4026～4030、4042、4044、4053、4054、4057～4059、4062、4082～4095 \| 昆明南 \| CRH2A-2460为新头型试验车，外观与CRH2G高度相似但使用内藏门。 \| \| 中国铁路总公司 \| 1 \| 2010 \| 不適用 \| 200~250km/h综合检测列车 \| - xxxx：列車編號（2001～2060、2151～2416、2427～2460、2473～2499、2828、4001～4071、4082～4095），由2014年7月1日起，所有CRH系列动车组編號均作出了更改，原編號為（CRH2—xxxA），現改為（CRH2A-2xxx），該日之後的生產动车组均依照新規定之格式定編號。 |      | |                  | |
| 配属 | 数量 | 动车组编号 | 运用所           | 备注 |
| 武汉局集团 | 33   | 2011、2013、2022、2029、2033、2035、2039、2043、2046、2050～2052、2054、2055、2059、2060、2152、2162～2164、2173、2179、2192、2193、2200、2201、2205～2211 | 汉口             | |
| 武汉局集团 | 15   | 2017、2019、2023、2027、2034、2045、2047～2049、2053、2056、2151、2169、2180、2199 | 武汉             | |
| 上海局集团 | 28   | 2001～2003、2005、2007、2016、2018、2020、2028、2031、2057、2058、2161、2166、2168、2174～2176、2181～2184、2187、2189、2194～2196、2203 | 上海南           | |
| 上海局集团 | 44   | 2004、2006、2008、2009、2012、2014、2015、2021、2024～2026、2030、2032、2036～2038、2040～2042、2044、2153～2160、2165、2167、2170～2172、2177、2178、2185、2186、2188、2190、2191、2197、2198、2202、2204                                                                               | 南通             | |
| 南昌局集团 | 9    | 2216、2219、2246、2248、2257、2260、2284、2285、2476 | 南昌东           | |
| 南昌局集团 | 32   | 2212～2215、2218、2220、2222～2224、2233～2235、2237、2247、2252～2255、2258、2259、2271、2275、2290～2293、2302、2324、2326、2427、2430、2441 | 南昌西           | |
| 南昌局集团 | 7    | 2282、2446、2457、2458、2493、4012、4013 | 廈門北           | |
| 南昌局集团 | 5    | 2283、2436、2477、4006、4008 | 福州南           | |
| 南昌局集团 | 22   | 2437、2440、2442、2447、2451～2456、2494、4009、4014～4017、4045～4050 | 龙岩             | |
| 成都局集团 | 29   | 2228、2231、2305、2321、2323、2325、2335、2336、2338～2340、2373、2385、2390、2438、2480～2482、2490、2491、4007、4022、4023、4035～4040 | 重庆北           | |
| 成都局集团 | 13   | 2272、2333、2337、2360、2363、2364、2374、2391、2392、2395～2397、4020 | 贵阳北           | 2395起為統型車。 4020因涉及2022年6月4日D2809次列車出軌事故在2023年5月返回中車四方進行復修工作，现已改造为货运动车组。 |
| 南宁局集团 | 54   | 2238、2240～2245、2262、2263、2269、2270、2276、2279、2281、2286、2287、2289、2296、2297、2301、2303、2312～2314、2327、2328、2346～2348、2370、2371、2375、2378、2383、2386、2387、2393、2394、2398、2399、2401、2404、2407、2443～2445、2450、4018、4031、4032、4069、4071、4114、4115 | 南宁             | |
| 南宁局集团 | 34   | 2239、2266、2277、2278、2280、2288、2300、2306、2307、2366～2369、2384、2400、2402、2412、2413、2431～2433、2439、4033、4034、4041、4043、4068、4070、4116～4121 | 桂林北           | |
| 太原局集团 | 25   | 2217、2249～2251、2256、2294、2295、2308～2311、2316～2319、4122～4131 | 太原             | |
| 广州局集团 | 22   | 2298、2320、2330、2331、2343、2344、2349、2350、2403、2405、2416、2449、2478、2488、4002、4004、4025、4055、4056、4061、4065、4067 | 广州南           | |
| 广州局集团 | 27   | 2329、2341、2372、2379～2382、2388、2389、2408、2409、2428、2448、2473、2475、2479、2487、2495～2498、4003、4024、4060、4063、4064、4066 | 佛山西（客专场） | |
| 济南局集团 | 22   | 2227、2345、2352～2355、2358、2359、2362、2365、2376、2377、2410、2411、2414、2415、2459、2486、4010、4011、4051、4052 | 青岛             | |
| 济南局集团 | 17   | 2225、2226、2261、2267、2268、2332、2334、2356、2357、2361、2429、2434、2435、2483～2485、2828 | 濟南             | |
| 昆明局集团 | 52   | 2221、2229、2230、2232、2236、2264、2265、2273、2274、2299、2304、2315、2322、2342、2351、2406、2460、2474、2489、2492、2499、4001、4005、4019、4021、4026～4030、4042、4044、4053、4054、4057～4059、4062、4082～4095                                                                   | 昆明南           | CRH2A-2460为新头型试验车，外观与CRH2G高度相似但使用内藏门。                                                           |
| 中国铁路总公司 | 1    | 2010 | 不適用           | 200~250km/h综合检测列车                                                                                               |

#### 综合检测车

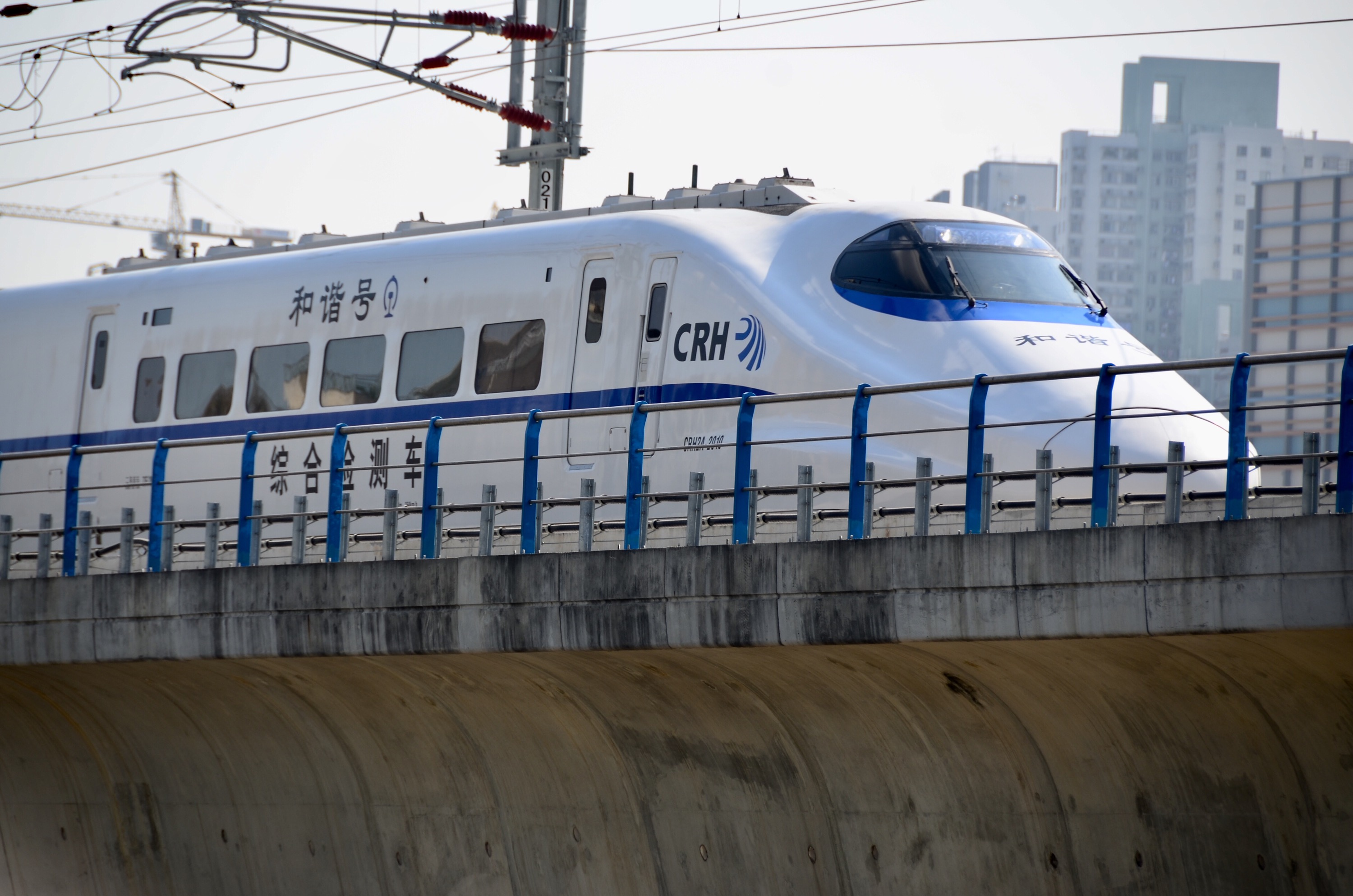
CRH2A-2010担当珠机城际铁路检测任务

CRH2A-2010（CRH2-010A）为配属中国铁路总公司的综合检测列车之一，亦是首列国产化CRH2A型列车。安装了ATP、信号参数、无线场强、弓网关系、轨道几何形态、动力学及加速度检测的设备和线路监视系统，主要负责时速200—250公里级的新建高速铁路和既有提速干线的轨道几何状态、动力学、接触网、信号、ATP、无线通信、线路环境等，每月进行三次周期性检测，平均每月检测约4.5万公里，其检测结果即时发送到铁路总公司主管部门和相关铁路局维修部门。

### CRH2B

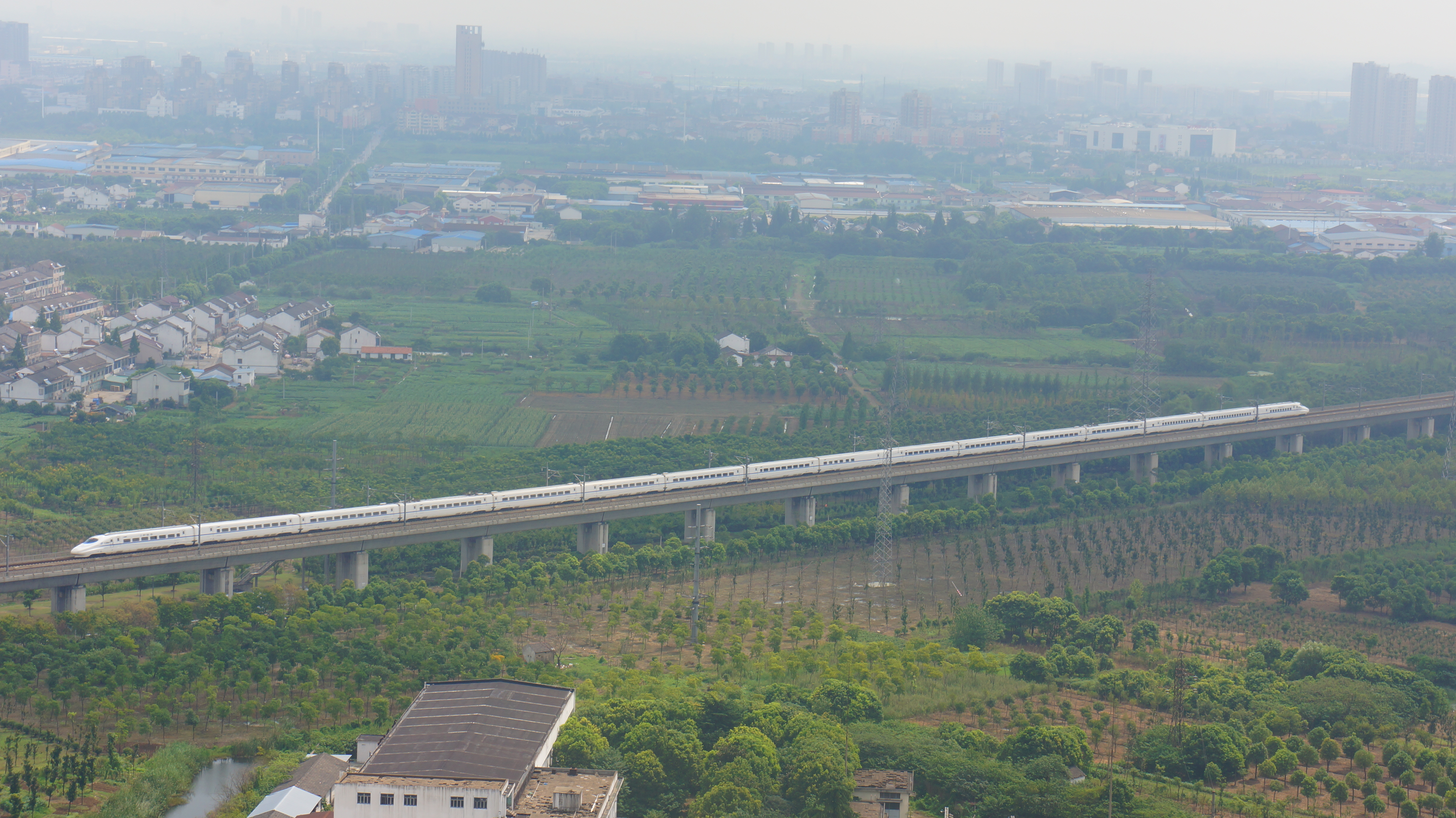
CRH2B运行在京沪高铁上

CRH2B在CRH2A基礎上扩编至16节，总数量有10列。列车最大的亮点在于头车车身加装了两侧类似丹凤眼的车灯。CRH2B型列车设有3节一等座车、12节二等座车和1节餐车，其中一等座及二等座座椅均可旋转，全列车定员增加至1230人，并在一等座车车厢内加装了电视屏幕影视系统。编组方式是8节动车配8节拖车（8M8T），每4节为一个单元，牵引功率为9600千瓦，最高营运时速为250公里，标称时速200公里。列车装有四副DSA250型集電弓。CRH2B型长大编组动车组取消了重联控制系统，因此无法两车重联运行。
後期製造的統型CRH2B，與統型CRH2A一樣取消駕駛室往站台方向的獨立小門，駕駛員座位由原來靠左的位置改在中間位置，駕駛台佈局與CRH380A相同。駕駛拖車車廂頂部的天線及車頭的「丹鳳眼」車燈取消，所以頭型及外觀與統型CRH2A一樣。
截至2017年12月，共有27列CRH2B型列車出廠。
CRH2B 編组表
| 车厢号   | 1                      | 2           | 3           | 4                      | 5           | 6           | 7           | 8           | 9           | 10          | 11          | 12          | 13                     | 14          | 15          | 16                     |
|          |                        |             |             |                        |             |             |             |             |             |             |             |             |                        |             |             |                        |
| 动力配置 | 无动力，带驾驶室（Tc） | 有动力（M） | 有动力（M） | 无动力，带受电弓（Tp） | 无动力（T） | 有动力（M） | 有动力（M） | 无动力（T） | 无动力（T） | 有动力（M） | 有动力（M） | 无动力（T） | 无动力，带受电弓（Tp） | 有动力（M） | 有动力（M） | 无动力，带驾驶室（Tc） |
| 动力单元 | 单元1                  | 单元1       | 单元1       | 单元1                  | 单元2       | 单元2       | 单元2       | 单元2       | 单元3       | 单元3       | 单元3       | 单元3       | 单元4                  | 单元4       | 单元4       | 单元4                  |
| 车型     | 一等座车               | 一等座车    | 一等座车    | 二等座车               | 二等座车    | 二等座车    | 二等座车    | 餐車        | 二等座车    | 二等座车    | 二等座车    | 二等座车    | 二等座车               | 二等座车    | 二等座车    | 二等座车               |
| 定員     | 36                     | 68          | 51          | 100                    | 85          | 100         | 85          |             | 85          | 100         | 85          | 100         | 85                     | 100         | 85          | 65                     |
| 车辆编号 | CRH2B-2xxx ZY 2xxx01   | ZY 2xxx02   | ZY 2xxx03   | ZE 2xxx04              | ZE 2xxx05   | ZE 2xxx06   | ZE 2xxx07   | CA 2xxx08   | ZE 2xxx09   | ZE 2xxx10   | ZE 2xxx11   | ZE 2xxx12   | ZE 2xxx13              | ZE 2xxx14   | ZE 2xxx15   | CRH2B-2xxx ZE 2xxx00   |

| \| 配属 \| 数量 \| 动车组编号 \| 运用所 \| 备注 \| \| ---------- \| ---- \| ---------------------- \| ------ \| -------------------------------------- \| \| 上海局集團 \| 10 \| 2111～2120 \| 南京南 \| \| \| 武漢局集團 \| 17 \| 2466～2472、4096～4105 \| 漢口 \| 2466～2472原為CRH2E段號 4096起為統型車 \| - xxxx：列車編號（2111～2120、2466～2472、4096～4105），由2014年7月1日起，所有CRH系列动车组編號均作出了更改，原編號為（CRH2—xxxB），現改為（CRH2B-2xxx）。 |      |                        |        |                                        |
| 配属 | 数量 | 动车组编号             | 运用所 | 备注                                   |
| 上海局集團 | 10   | 2111～2120             | 南京南 |                                        |
| 武漢局集團 | 17   | 2466～2472、4096～4105 | 漢口   | 2466～2472原為CRH2E段號 4096起為統型車 |

### CRH2C

#### CRH2C第一阶段

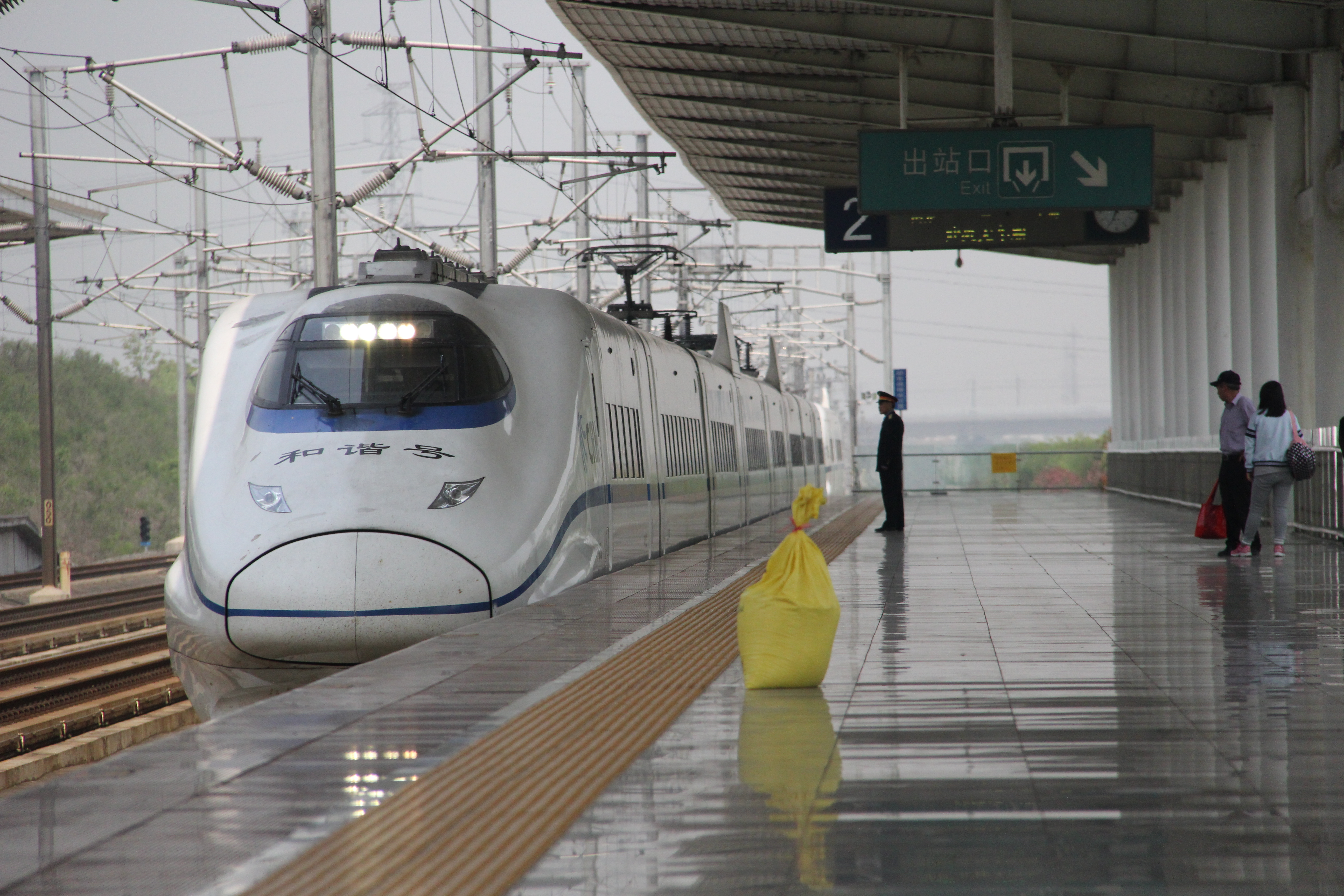
CRH2C（第一阶段）列车进入丹徒站

CRH2C第一阶段共有30列，编号CRH2C-2061～CRH2C-2090，是在CRH2A的200km/h平台基礎上进行改进，并把动车数量增至6节（6M2T），牵引功率为7200千瓦，初期曾以350km/h速度运营，现运营速度310km/h（车身标称速度：310km/h），采用大型中空薄壁铝合金焊接结构，使用DSA350型高速受电弓，以及在受电弓两旁加装挡板等。CRH2C可两组重联运行。
首列CRH2C动车组（CRH2C-2061，国铁配属作试验列车）于2007年12月22日出厂，随后南车四方股份和中国铁道科学研究院对动车组进行了为期7个月的试验测试和试运营考验。2008年1月，CRH2C-2061及CRH2C-2062由四方厂开往北京环铁进行运行测试。2008年4月24日，CRH2-061C在京津城际铁路上进行高速测试，其最高时速达到近370公里，及至同年6月底，该纪录为德国制CRH3型的时速394.3公里所打破。此后，该车于2010年1月，在郑西高铁又创造了393公里的时速。2010年，CRH2C-2061开始在沪宁城际铁路綜合試驗段上开始测试。2011年7月1日，CRH2C-2061开始在广深港高铁（内地段）綜合試驗段上开始测试。
从2008年7月1日起，首批6列CRH2C型动车组模拟正常运营状态在京津城际铁路进行了为期一个月的试运营。2008年8月1日起，CRH2C型动车组正式投入京津城际铁路运营。2009年4月，京津城际铁路改用CRH3電動車組运营，CRH2C不再负责日常营运，仅作为热备列车及线路检查车。
2008年11月23日，CRH2C-2067和CRH2C-2068被运送至汉口，2009年1月8日起开始在武广客运专线武漢綜合試驗段上开始测试，2009年7月至9月期间，CRH2C-2061，CRH2C-2067，CRH2C-2068在武广客运专线進行局部路段聯調聯試及高速試運行。
2009年3月27日，CRH2C-2070动车组在膠濟鐵路上进行线路试验时，6号车厢的受电弓因没有与绝缘子紧密接合，造成受电弓脱落的故障。

#### CRH2C第二阶段

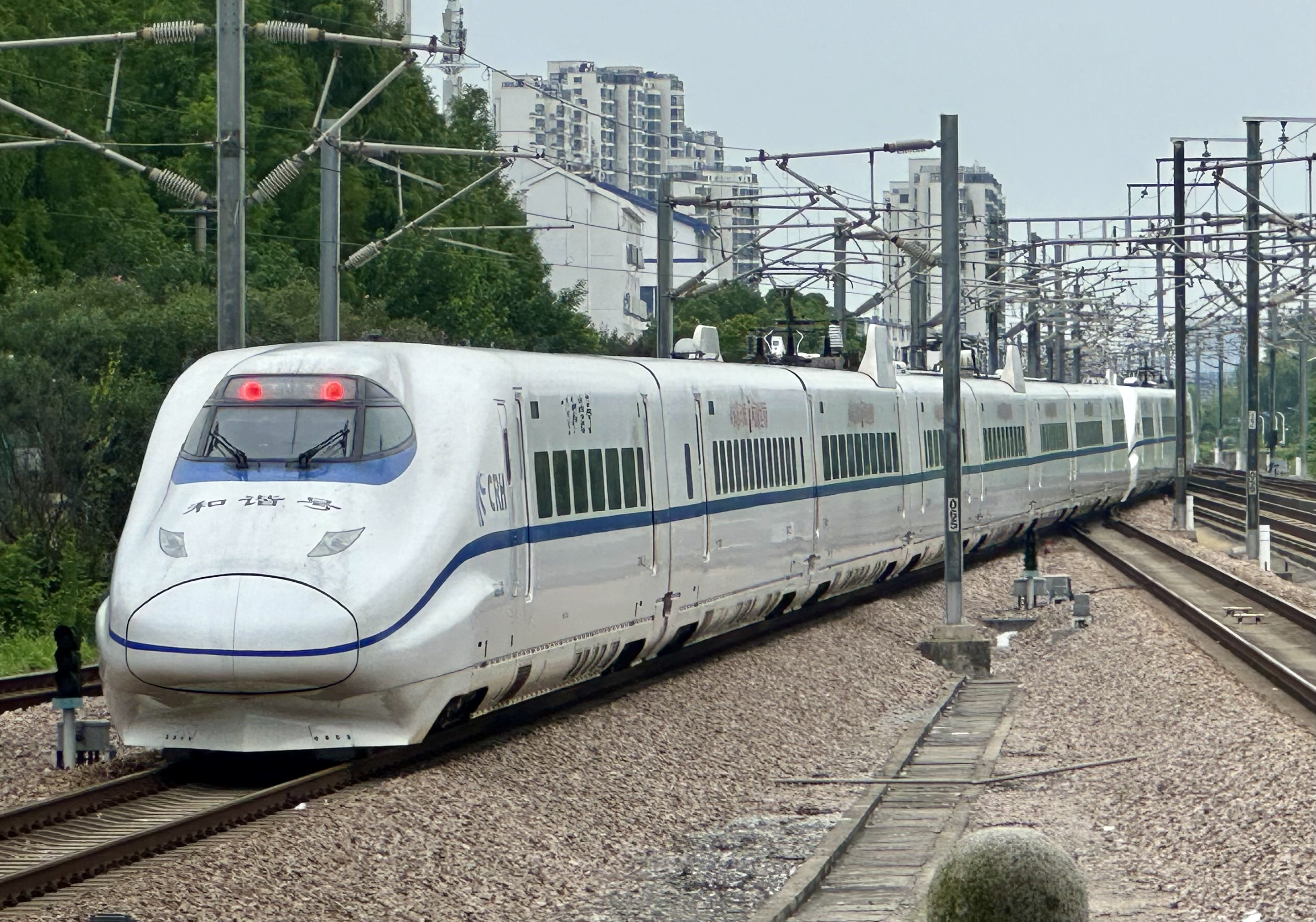
CRH2C（第二阶段）重联驶离苏州站

CRH2C第二阶段共生产30列，编号CRH2C-2091～CRH2C-2110、CRH2C-2141～CRH2C-2150，均为8节编组。CRH2C第二阶段在第一阶段的基础上进行重新研制，对多方面改善了设计。与第一阶段的动车组相比，CRH2C第二阶段改用了加大功率的YQ-365型交流牵引电动机（365千瓦），8节短编组列车总功率提升至8760千瓦，传动比也作出相应修改，列车持续运营时速提高至350公里，最高运营时速为380公里，现运营时速为310公里(车身标称速度:350km/h)。车体铝合金结构和隔音减震降噪技术借鉴了CRH3的设计，改善车体在高速运行时的共振和气动变形问题，并且对转向架二系悬挂进行改进。另外列车也加强了减低阻力的设计，以及减少头车车顶的信号天线等。
首列CRH2C第二阶段动车组于2010年2月起在郑西客运专线投入运营。
CRH2C 編组表
| 车厢号      | 1                      | 2           | 3           | 4                      | 5              | 6                      | 7           | 8                      |  |
|             |                        |             |             |                        |                |                        |             |                        |  |
| 动力配置    | 无动力，带驾驶室（Tc） | 有动力（M） | 有动力（M） | 有动力，带受电弓（Mp） | 有动力（M）    | 有动力，带受电弓（Mp） | 有动力（M） | 无动力，带驾驶室（Tc） |  |
| 动力单元    | 单元1                  | 单元1       | 单元1       | 单元2                  | 单元2          | 单元3                  | 单元3       | 单元3                  |  |
| CRH2C一阶段 |                        |             |             |                        |                |                        |             |                        |  |
| 车型        | 二等座车               | 二等座车    | 二等座车    | 二等座车               | 二等座車／餐車 | 二等座车               | 一等座车    | 二等座车               |  |
| 车辆编号    | CRH2C-2xxx ZE 2xxx01   | ZE 2xxx02   | ZE 2xxx03   | ZE 2xxx04              | ZEC 2xxx05     | ZE 2xxx06              | ZY 2xxx07   | CRH2C-2xxx ZE 2xxx00   |  |
| 定員        | 55                     | 100         | 85          | 100                    | 55             | 100                    | 51          | 64                     |  |
| CRH2C二阶段 |                        |             |             |                        |                |                        |             |                        |  |
| 车型        | 二等座车               | 二等座车    | 二等座车    | 二等座车               | 二等座車／餐車 | 二等座车               | 一等座车    | 二等座车               |  |
| 车辆编号    | CRH2C-2xxx ZE 2xxx01   | ZE 2xxx02   | ZE 2xxx03   | ZE 2xxx04              | ZEC 2xxx05     | ZE 2xxx06              | ZY 2xxx07   | CRH2C-2xxx ZE 2xxx00   |  |
| 定員        | 55                     | 100         | 85          | 100                    | 54             | 100                    | 51          | 65                     |  |

| \| 配属 \| 数量 \| 动车组编号 \| 运用所 \| 备注 \| \| -------------- \| ---- \| ---------------------------------- \| ------ \| ------------------------------------------------------------------------------------------------------------------------------------------- \| \| 上海局集團 \| 57 \| 2062～2067、2069～2110、2141～2149 \| 南京 \| 2091起為二階段CRH2C。 \| \| 中国铁路总公司 \| 3 \| 2061、2068、2150 \| 不適用 \| 350和380km/h综合检测列车 2150的外形采用的是新一代CRH380A高速动车组试验列车的外观， 该车现在已被改造成专用的380KM级的检测车，定型为CIT380A。 \| - xxxx：列車編號（2061～2110，2141～2150），由2014年7月1日起，所有CRH系列动车组編號均作出了更改，原編號為（CRH2—xxxC），現改為（CRH2C-2xxx），該日之後的生產动车组均依照新規定之格式定編號。 |      |                                    |        | |
| 配属 | 数量 | 动车组编号                         | 运用所 | 备注 |
| 上海局集團 | 57   | 2062～2067、2069～2110、2141～2149 | 南京   | 2091起為二階段CRH2C。 |
| 中国铁路总公司 | 3    | 2061、2068、2150                   | 不適用 | 350和380km/h综合检测列车 2150的外形采用的是新一代CRH380A高速动车组试验列车的外观， 该车现在已被改造成专用的380KM级的检测车，定型为CIT380A。 |

#### 新头型试验车

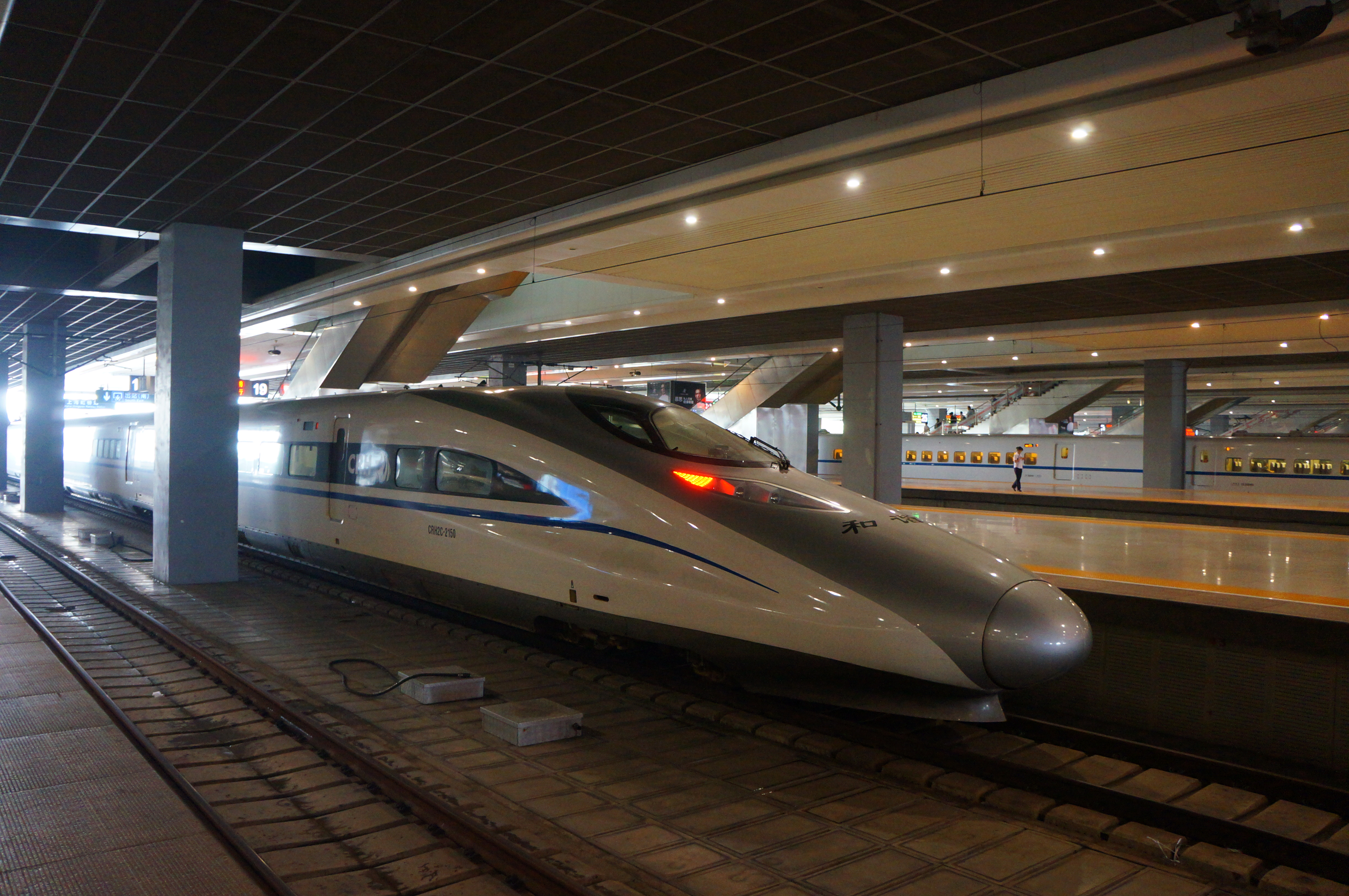
CRH380A头型的CRH2C-2150停靠在上海虹桥站

由于四方机车车辆也承担了新一代时速380公里级别高速动车组（CRH380A）的研发任务，为了预先获得CRH380A型动车组新头型的空气动力效能和实车试验数据，铁道部于2009年决定将CRH2C-2150作为CRH380A的试验实体样车，改为使用下一代的新头型。2010年1月，CRH2-380的车体率先于网上曝光。四方机车车辆股份于2010年4月12日，通过新一代高速列车新头型发布会，宣布4月底完成试验车下线。这列动车组于2010年4月底在青岛下线，车身仅标示为“试验车 CRH380A”。2010年4月26日，试验动车组被运送至中国国家铁道试验中心北京环行铁道，安装各种试验设备并佈线；2010年5月4日，列车由北京出发经京广铁路赴郑州；5月11日起，试验车开始于郑西客运专线进行时速160公里以下调试试验，6月7日开始正式高速试验，通常每天往返郑州和灵宝西共三个来回，试验一直持续至8月。2010年9月初，这列试验车转往武广客运专线继续进行试验工作。至同年11月，按铁道部统一安排，CRH2C-2150正式配属上海铁路局，作为综合检测车之用。

### CRH2E

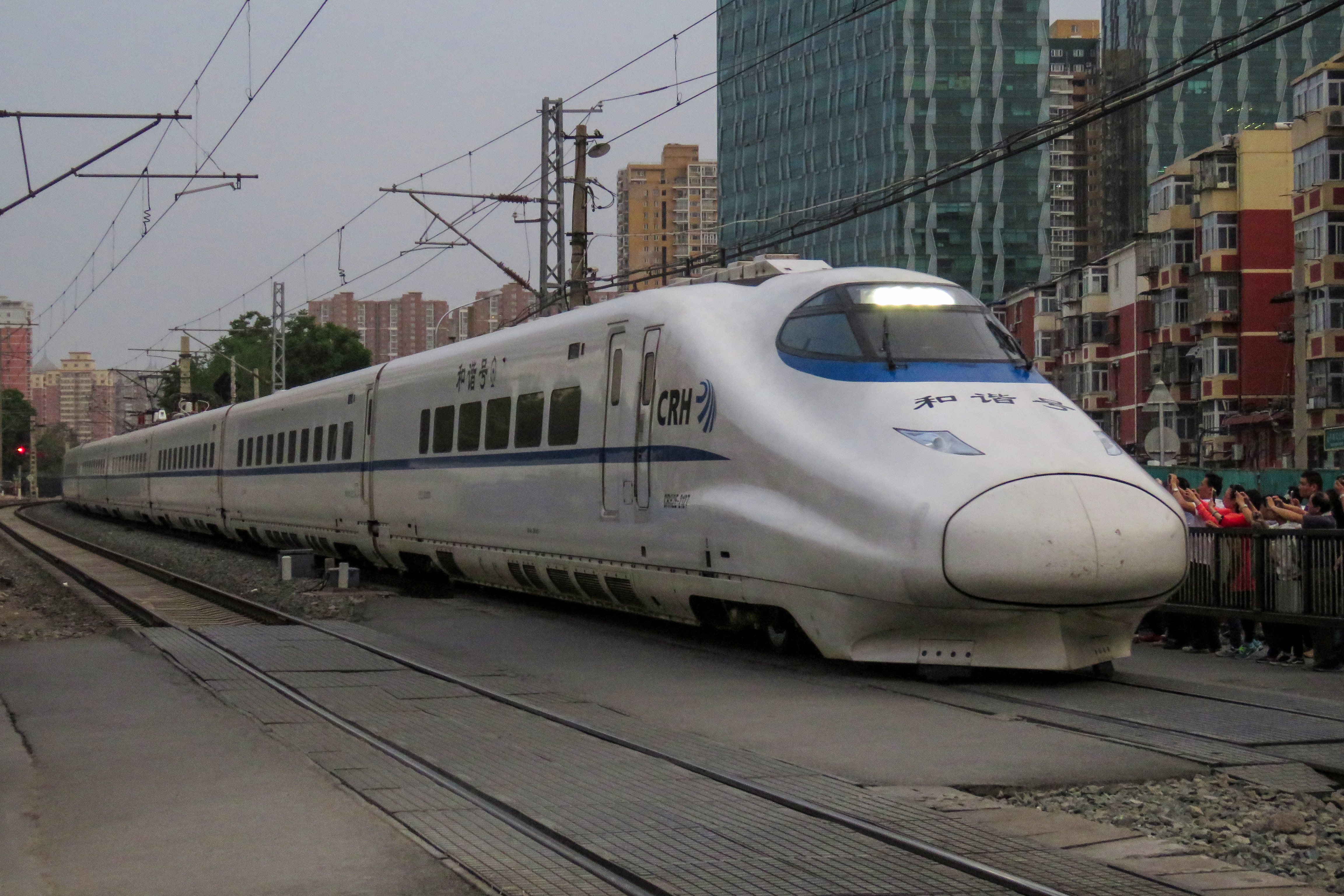
CRH2E-2127正在通过手帕口道口（摄于2018年5月6日道口封闭前夕），该车组后来转配至广州局

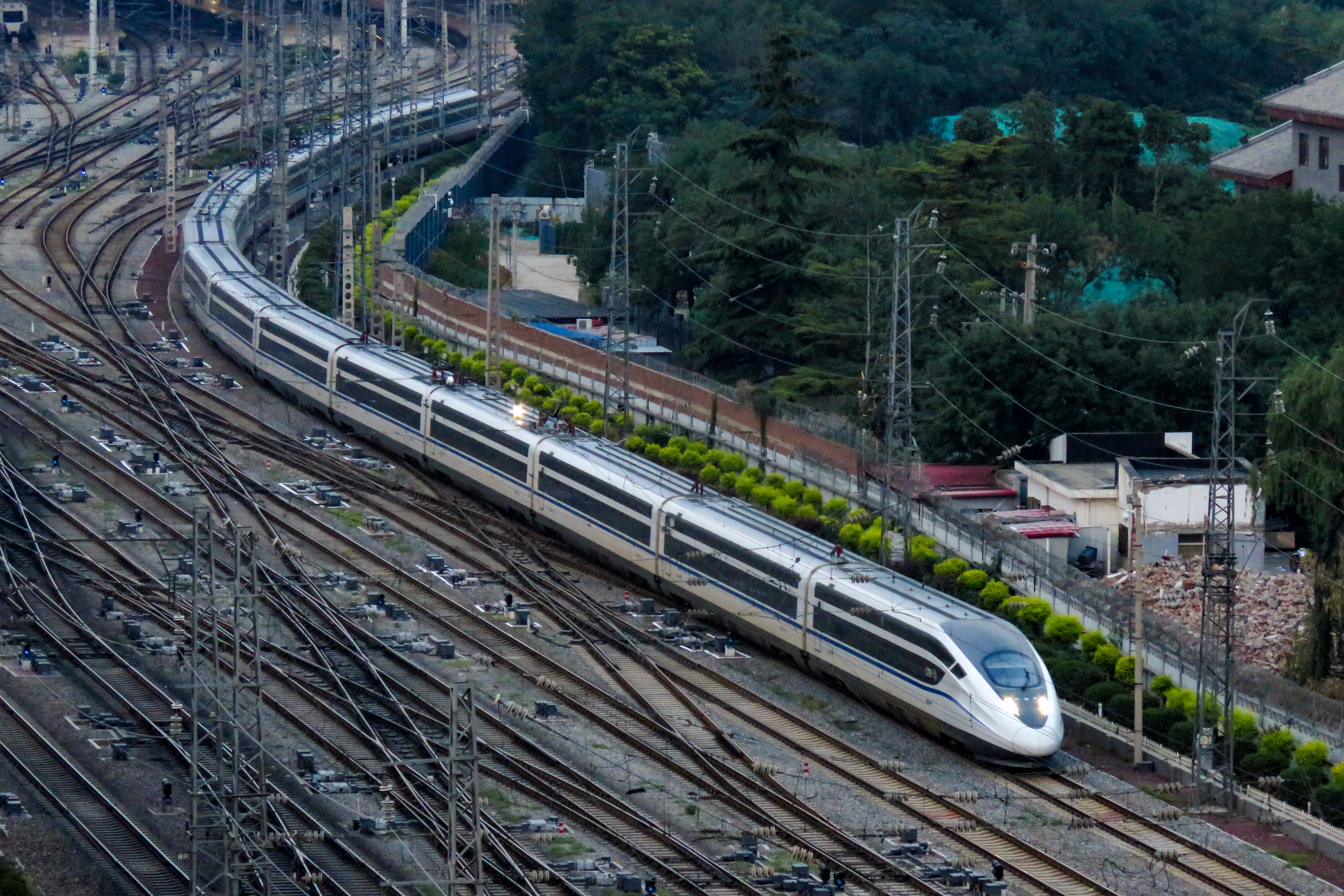
CRH2E-NG纵向卧铺动车组正在驶出北京西站

第一代CRH2E型卧鋪電力動車組，总数量有20列（现时为19列）。与CRH2B一样，为16輛編組列車，列车設有13節软卧车、2節二等座車和1節餐車，标称时速200公里，最高营运时速为250公里。软卧车每輛10個包廂，共40個鋪位，餐車內設有休閒酒吧。全列车列装有四副集電弓。
在2011年发生的动车组列车追尾事故中，由CRH2E-2139（当时编号CRH2-139E）担当的D301次列车追尾了一列从杭州站始发前往福州南站的D3115次动车组列车，导致D301次动车组列车第1至4位车辆脱轨坠落桥下，其中1节车厢悬空。事发后1至5號车廂因脱轨而报废，11至16號車厢被鐵道總公司改造為综合检测列车（CRH2J-0205），其餘車廂被鐵路總公司拆解。
直至於2014年11月，19列CRH2E型均配属于北京铁路局，以及上海铁路局。2015年1月起，北京铁路局使用CRH2E开行北京西经京广高速铁路至广州南、深圳北的卧铺动车组列车，这些动卧列车后来改为逢周五、六、日、一开行，D923/924次更于2015年11月27日延长至珠海，D909/910次则于2024年6月15日延长至香港西九龍。北京局部分CRH2E于2018年转配至中国铁路广州局集团，2023年开始用于沪粤卧铺动车组列车。京港、沪港动卧更换为CR400AF-AE后，广州局的CRH2E计划于2025年1月5日用于开行汕尾-广元-深圳北D963/962、D961次列车。
2015年至2017年间新造5列的CRH2E型动车组（CRH2E-NG），皆采用与CRH2G型动车组相同的头型设计，其中CRH2E-2461與CRH2E-2462车内布局与前期款CRH2E类似，但在下层卧铺采用了抽拉式结构，并增加三个靠背，以便卧代座，该部分动车组于2015年12月14日投入运营。而CRH2E-2463至CRH2E-2465则采用双层纵向卧铺布局，2017年3月，首列采用纵向卧铺的CRH2E型动车组下线，并开始进行测试，2017年7月1日，采用纵向卧铺的CRH2E开始担当D311/312次列车，首发列车于当日21时16分从北京南站驶出。2019年1月5日，纵向卧铺CRH2E改用于北京西-昆明南D939/930/940次列车，2021年10月11日起改用于京深D903/904次，2024年7月又改用于京深D901/902次。
CRH2E 編组表
| 车厢号           | 1                      | 2           | 3           | 4                      | 5           | 6           | 7           | 8           | 9           | 10          | 11          | 12          | 13                     | 14          | 15          | 16                     |
|                  |                        |             |             |                        |             |             |             |             |             |             |             |             |                        |             |             |                        |
| 动力配置         | 无动力，带驾驶室（Tc） | 有动力（M） | 有动力（M） | 无动力，带受电弓（Tp） | 无动力（T） | 有动力（M） | 有动力（M） | 无动力（T） | 无动力（T） | 有动力（M） | 有动力（M） | 无动力（T） | 无动力，带受电弓（Tp） | 有动力（M） | 有动力（M） | 无动力，带驾驶室（Tc） |
| 动力单元         | 单元1                  | 单元1       | 单元1       | 单元1                  | 单元2       | 单元2       | 单元2       | 单元2       | 单元3       | 单元3       | 单元3       | 单元3       | 单元4                  | 单元4       | 单元4       | 单元4                  |
| CRH2E-2463～2465 |                        |             |             |                        |             |             |             |             |             |             |             |             |                        |             |             |                        |
| 车型             | 软卧车                 | 软卧车      | 软卧车      | 软卧车                 | 软卧车      | 软卧车      | 软卧车      | 软卧车      | 餐車/软卧车 | 软卧车      | 软卧车      | 软卧车      | 软卧车                 | 软卧车      | 软卧车      | 软卧车                 |
| 定員             | 40                     | 60          | 60          | 60                     | 60          | 60          | 60          | 60          | 20          | 60          | 60          | 60          | 60                     | 60          | 60          | 40                     |
| 车辆编号         | CRH2E-2xxx WR 2xxx01   | WR 2xxx02   | WR 2xxx03   | WR 2xxx04              | WR 2xxx05   | WR 2xxx06   | WR 2xxx07   | WR 2xxx08   | WRC 2xxx09  | WR 2xxx10   | WR 2xxx11   | WR 2xxx12   | WR 2xxx13              | WR 2xxx14   | WR 2xxx15   | CRH2E-2xxx WR 2xxx00   |
| CRH2E-2461～2462 |                        |             |             |                        |             |             |             |             |             |             |             |             |                        |             |             |                        |
| 车型             | 二等座车               | 软卧车      | 软卧车      | 软卧车                 | 软卧车      | 软卧车      | 软卧车      | 软卧车      | 餐車/软卧车 | 软卧车      | 软卧车      | 软卧车      | 软卧车                 | 软卧车      | 软卧车      | 二等座车               |
| 定員             | 55                     | 40          | 40          | 40                     | 40          | 40          | 40          | 40          | 20          | 40          | 40          | 40          | 40                     | 40          | 40          | 55                     |
| 车辆编号         | CRH2E-2xxx ZE 2xxx01   | WR 2xxx02   | WR 2xxx03   | WR 2xxx04              | WR 2xxx05   | WR 2xxx06   | WR 2xxx07   | WR 2xxx08   | WRC 2xxx09  | WR 2xxx10   | WR 2xxx11   | WR 2xxx12   | WR 2xxx13              | WR 2xxx14   | WR 2xxx15   | CRH2E-2xxx ZE 2xxx00   |
| 其餘             |                        |             |             |                        |             |             |             |             |             |             |             |             |                        |             |             |                        |
| 车型             | 二等座车               | 软卧车      | 软卧车      | 软卧车                 | 软卧车      | 软卧车      | 软卧车      | 餐車        | 软卧车      | 软卧车      | 软卧车      | 软卧车      | 软卧车                 | 软卧车      | 软卧车      | 二等座车               |
| 定員             | 55                     | 40          | 40          | 40                     | 40          | 40          | 40          |             | 40          | 40          | 40          | 40          | 40                     | 40          | 40          | 55                     |
| 车辆编号         | CRH2E-2xxx ZE 2xxx01   | WR 2xxx02   | WR 2xxx03   | WR 2xxx04              | WR 2xxx05   | WR 2xxx06   | WR 2xxx07   | ZEC 2xxx08  | WR 2xxx09   | WR 2xxx10   | WR 2xxx11   | WR 2xxx12   | WR 2xxx13              | WR 2xxx14   | WR 2xxx15   | CRH2E-2xxx ZE 2xxx00   |

| \| 配属 \| 数量 \| 动车组编号 \| 运用所 \| 备注 \| \| -------------- \| ---- \| ---------------------------------------------------- \| ---------------- \| ---------------------------------------------------------------------------------------------------------------------------------------------------------- \| \| 北京局集團 \| 17 \| 2122～2126、2128、2130～2135、2137、2138、2463～2465 \| 北京南 \| 2463～2465为纵向卧铺动车组列车 \| \| 廣州局集團 \| 5 \| 2121、2127、2129、2136、2140 \| 深圳 \| \| \| 廣州局集團 \| 2 \| 2461、2462 \| 佛山西（客專所） \| 2461、2462车辆采用与CRH2G相同的头型；其中2461有高寒抗風沙能力 \| \| 中国铁路总公司 \| 1 \| 2139 \| 已退役 \| 该列車因甬台温铁路脱轨事故，1至5號车廂因脱轨而报废， 11至16號車厢被鐵道總公司改造為综合检测列车， 其餘車廂被鐵路總公司為拆解(其代替新製車輛為新頭型之2461) \| - xxxx：列車編號（2121～2140、2461～2465），由2014年7月1日起，所有CRH系列动车组編號均作出了更改，原編號為（CRH2—xxxE），現改為（CRH2E-2xxx），該日之後的生產动车组均依照新規定之格式定編號。 |      |                                                      |                  | |
| 配属 | 数量 | 动车组编号                                           | 运用所           | 备注 |
| 北京局集團 | 17   | 2122～2126、2128、2130～2135、2137、2138、2463～2465 | 北京南           | 2463～2465为纵向卧铺动车组列车 |
| 廣州局集團 | 5    | 2121、2127、2129、2136、2140                         | 深圳             | |
| 廣州局集團 | 2    | 2461、2462                                           | 佛山西（客專所） | 2461、2462车辆采用与CRH2G相同的头型；其中2461有高寒抗風沙能力                                                                                              |
| 中国铁路总公司 | 1    | 2139                                                 | 已退役           | 该列車因甬台温铁路脱轨事故，1至5號车廂因脱轨而报废， 11至16號車厢被鐵道總公司改造為综合检测列车， 其餘車廂被鐵路總公司為拆解(其代替新製車輛為新頭型之2461) |

### CRH2G

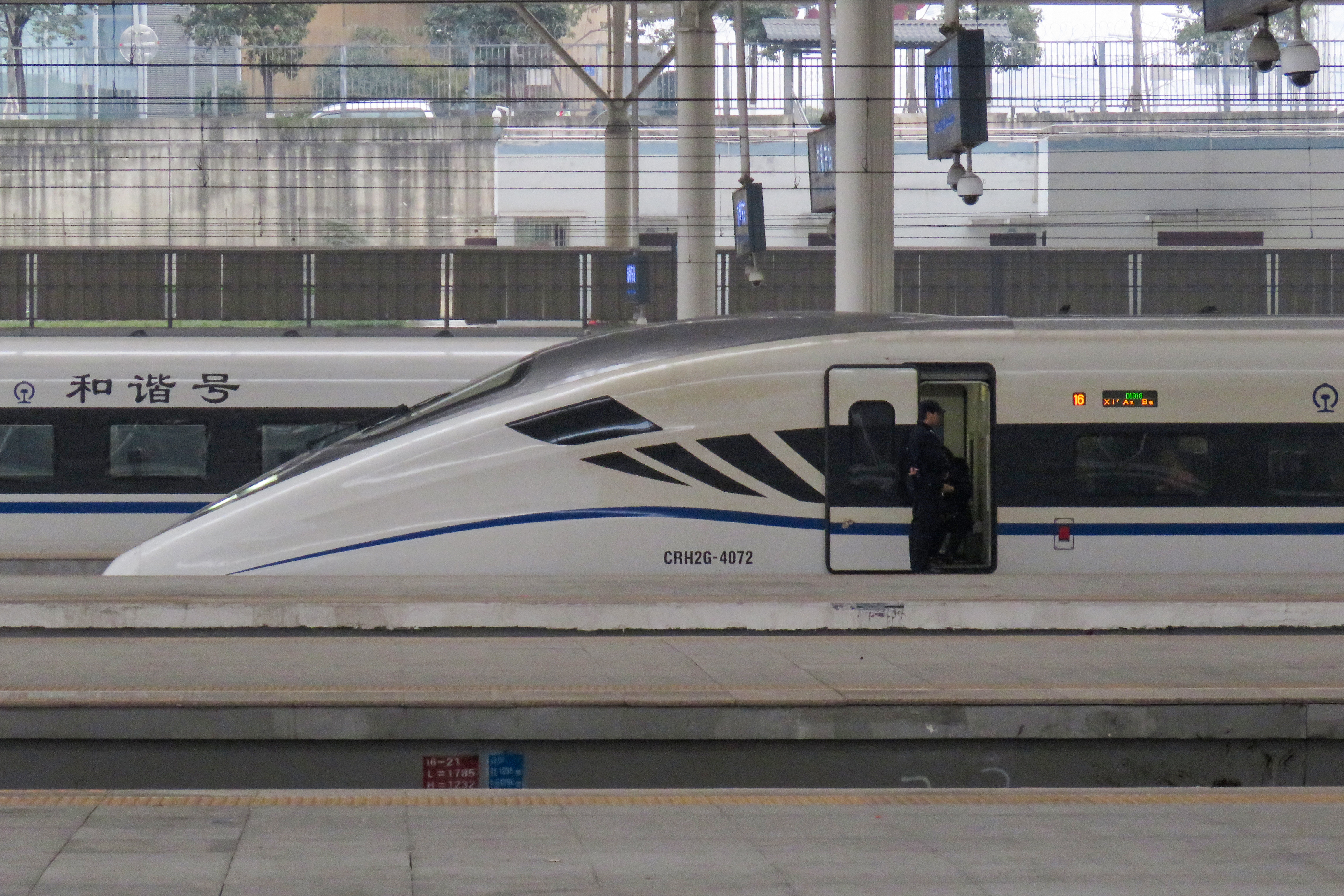
CRH2G于成都东站

CRH2G型高寒抗风沙动车组是由中国中车青岛四方机车车辆股份有限公司历经3年的调研、试验和线路考核自主研制的，期间进行了大量试验研究，全面验证了动车组技术性能。其中，耐低温试验67项，抗风沙试验16项，高海拔试验6项，并先后在哈大高铁和兰新铁路第二双线通过了线路考核。CRH2G是CRH2系列的高寒抗风沙型号，2015年11月10日获得国家铁路局颁发的型号合格证和制造许可证，同年12月开始配属兰州铁路局和乌鲁木齐铁路局，用于兰新铁路第二双线上的列车。2015年，中车南京浦镇车辆获四方厂技术平移，开始试制CRH2G，首列已于2017年9月下线并运抵铁科院东郊分院调试。
作为中国高铁的全新车型，跟普通CRH2系列相比，CRH2G型动车组具有耐高寒、抗风沙、耐高温、适应高海拔、防紫外线等特点，还能经受±40℃的高寒高温、在11级大风下安全运行，适合兰新高铁的气候条件。但实际运营中，由于该车型功率较小，无法适用于兰新高铁大长坡道的运营要求，目前该车型已撤出兰新高铁。
CRH2G 編組表
| 车厢号   | 1                      | 2           | 3           | 4                      | 5              | 6                      | 7           | 8                      |  |
|          |                        |             |             |                        |                |                        |             |                        |  |
| 动力配置 | 无动力，带驾驶室（Tc） | 有动力（M） | 有动力（M） | 有动力，带受电弓（Mp） | 有动力（M）    | 有动力，带受电弓（Mp） | 有动力（M） | 无动力，带驾驶室（Tc） |  |
| 动力单元 | 单元1                  | 单元1       | 单元1       | 单元2                  | 单元2          | 单元3                  | 单元3       | 单元3                  |  |
| 车型     | 一等座车               | 二等座车    | 二等座车    | 二等座车               | 二等座車／餐車 | 二等座车               | 二等座车    | 二等座车               |  |
| 车辆编号 | CRH2G-2xxx ZY 2xxx01   | ZE 2xxx02   | ZE 2xxx03   | ZE 2xxx04              | ZEC 2xxx05     | ZE 2xxx06              | ZE 2xxx07   | CRH2G-2xxx ZE 2xxx00   |  |
| 定員     | 48                     | 90          | 90          | 77                     | 63             | 90                     | 90          | 65                     |  |

| \| 配属 \| 数量 \| 动车组编号 \| 运用所 \| 备注 \| \| ---------- \| ---- \| ---------------------------------------------------------------- \| ------ \| ------------------------------------------------ \| \| 西安局集團 \| 20 \| 2417～2423、4072、4074、4075、4077、4078、4106、4108～4113、4501 \| 西安北 \| 4501原車號0001，是由浦镇生产的功率提升型试验列车 \| \| 成都局集團 \| 9 \| 2424～2426、4073、4076、4079～4081、4107 \| 成都东 \| \| - xxxx：列車編號（2417～2426、4072～4081、4106～4113、4501） |      |                                                                  |        |                                                  |
| 配属 | 数量 | 动车组编号                                                       | 运用所 | 备注                                             |
| 西安局集團 | 20   | 2417～2423、4072、4074、4075、4077、4078、4106、4108～4113、4501 | 西安北 | 4501原車號0001，是由浦镇生产的功率提升型试验列车 |
| 成都局集團 | 9    | 2424～2426、4073、4076、4079～4081、4107                         | 成都东 |                                                  |

### CRH2J
在2011年发生的动车组列车追尾事故中，由CRH2E-2139（当时编号CRH2-139E）担当的D301次列车追尾了一列从杭州站始发前往福州南站的D3115次动车组列车，导致D301次动车组列车第1至4位车辆脱轨坠落桥下，其中1节车厢悬空。事发后該車被鐵道總公司改造為综合检测列车（CRH2J-0205），以大修名義改造11至16號車厢及新造兩節車廂而成。
| 配属                      | 数量 | 动车组编号 | 运用所 | 备注                             |
| ------------------------- | ---- | ---------- | ------ | -------------------------------- |
| CRH2J（原名：CRH2E-2139） |      |            |        |                                  |
| 中国铁路总公司            | 1    | 0205       | 不適用 | 综合检测列车（车身颜色为橙黄色） |

## 技術数据
| 车型                           | CRH2A | CRH2B                                                                       | CRH2C （第一阶段）                                             | CRH2C （第二阶段）                                                                    | CRH2E                                         |
| ------------------------------ | --- | --------------------------------------------------------------------------- | -------------------------------------------------------------- | ------------------------------------------------------------------------------------- | --------------------------------------------- |
| 動力配置                       | 4M4T： [Tc+M+M+T]+[T+M+M+Tc] | 8M8T： [TcMMT]+2x[TMMT]+[TMMTc]                                             | 6M2T： [Tc+M+M]+[M+M]+[M+M+Tc]                                 | 6M2T： [Tc+M+M]+[M+M]+[M+M+Tc]                                                        | 8M8T： [TcMMT]+2x[TMMT]+[TMMTc]               |
| 車廂類型                       | 一等座車 二等座車 二等座車／餐車 一等/二等座車 | 3節一等座車 12節二等座車 1節餐車                                            | 一等座車 二等座車 二等座車／餐車                               | 一等座車 二等座車 二等座車／餐車                                                      | 13節軟臥車 2節二等座車 1節餐車                |
| 客室佈置                       | 一等座：2+2（2A-2021的3号车是包厢式一等座） 二等座：2+3 | 一等座：2+2（2A-2021的3号车是包厢式一等座） 二等座：2+3                     | 一等座：2+2（2A-2021的3号车是包厢式一等座） 二等座：2+3        | 一等座：2+2（2A-2021的3号车是包厢式一等座） 二等座：2+3                               | 二等座：2+3 軟臥：1房4鋪                      |
| 最高運營速度（km/h）           | 250 | 250                                                                         | 350                                                            | 350                                                                                   | 250                                           |
| 適應轨距（毫米）               | 1435 | 1435                                                                        | 1435                                                           | 1435                                                                                  | 1435                                          |
| 適應站臺高度（毫米）           | 1200 | 1200                                                                        | 1200                                                           | 1200                                                                                  | 1200                                          |
| 車體材質                       | 铝合金空心型材 | 铝合金空心型材                                                              | 铝合金空心型材                                                 | 铝合金空心型材                                                                        | 铝合金空心型材                                |
| 氣密性                         | 车内压力从4kPa降到1kPa时间大于50秒 | 车内压力从4kPa降到1kPa时间大于50秒                                          | 车内压力从4kPa降到1kPa时间大于50秒                             | 车内压力从4kPa降到1kPa时间大于50秒                                                    | 车内压力从4kPa降到1kPa时间大于50秒            |
| 傳動方式                       | 交—直—交 | 交—直—交                                                                    | 交—直—交                                                       | 交—直—交                                                                              | 交—直—交                                      |
| 頭車長度（毫米）               | 25,700 | 25,700                                                                      | 25,700                                                         | 25,700                                                                                | 25,700                                        |
| 中間車長度（毫米）             | 25,000 | 25,000                                                                      | 25,000                                                         | 25,000                                                                                | 25,000                                        |
| 車輛寬度（毫米）               | 3380 | 3380                                                                        | 3380                                                           | 3380                                                                                  | 3380                                          |
| 車輛高度（毫米）               | 3700 | 3700                                                                        | 3700                                                           | 3700                                                                                  | 3700                                          |
| 轉向架                         | KW-175/KW-176型 或：SWTB-250/SWMB-250型 无摇枕空氣彈簧轉向架 | KW-175/KW-176型 或：SWTB-250/SWMB-250型 无摇枕空氣彈簧轉向架                | SWTB-300/SWMB-300型 无摇枕空氣彈簧轉向架                       | SWTB-350/SWMB-350型 无摇枕空氣彈簧轉向架                                              | SWTB-250/SWMB-250型 无摇枕空氣彈簧轉向架      |
| 轉向架一系懸掛                 | 单组钢弹簧转臂定位+液压减振器 | 单组钢弹簧转臂定位+液压减振器                                               | 单组钢弹簧转臂定位+液压减振器                                  | 单组钢弹簧转臂定位+液压减振器                                                         | 单组钢弹簧转臂定位+液压减振器                 |
| 轉向架二系懸掛                 | 空氣彈簧+橡膠堆 | 空氣彈簧+橡膠堆                                                             | 空氣彈簧+橡膠堆                                                | 空氣彈簧+橡膠堆                                                                       | 空氣彈簧+橡膠堆                               |
| 額定軸重(乘車率100%)（吨）     | 14 | 14                                                                          | 14                                                             | 14                                                                                    | 14                                            |
| 最大運用軸重(乘車率200%)（吨） | 16 | 16                                                                          | 16                                                             | 16                                                                                    | 16                                            |
| 固定轴距（毫米）               | 2500 | 2500                                                                        | 2500                                                           | 2500                                                                                  | 2500                                          |
| 牽引變流器                     | IPM 水冷 VVVF | IPM 水冷 VVVF                                                               | IPM 水冷 VVVF                                                  | IPM 水冷 VVVF                                                                         | IPM 水冷 VVVF                                 |
| 牽引變流器                     | 时代电气 TGA10 或：时代电气 TGA10A 或：时代电气 TGA10E 或：三菱电机 MAP-304-A25V141 或：日立制作所 CII-HHR1420A 或：日立制作所 CII-HHR1420D 或：日立制作所 CII-HHR1420F 或：永济电机 YGZN2Q272 | 三菱电机 MAP-304-A25V141 或：日立制作所 CII-HHR1420F 或：永济电机 YGZN2Q272 | 时代电气 TGA10 或：时代电气 TGA10A 或：日立制作所 CII-HHR1420A | 时代电气 TGA10 或：时代电气 TGA10A 或：日立制作所 CII-HHR1420B 或：四方所（型式不明） | 三菱电机 MAP-304-A25V141 或：时代电气 TGA10J  |
| 牽引电动机                     | 三菱电机 MB-5120-A 或：日立制作所 HS34531-06RB 300 kW | 三菱电机 MB-5120-A 或：日立制作所 HS34531-06RB 300 kW                       | 永济电机 YJ-92A 或：三菱电机 MB-5120-A 300 kW                  | YQ-365（365 kW）                                                                      | 三菱电机 MB-5120-A 或：永济电机 YJ-92A 300 kW |
| 牵引功率                       | 4800 kW | 9600 kW                                                                     | 7200 kW                                                        | 8760 kW                                                                               | 9600 kW                                       |
| 受流電壓                       | AC25kV，50 Hz | AC25kV，50 Hz                                                               | AC25kV，50 Hz                                                  | AC25kV，50 Hz                                                                         | AC25kV，50 Hz                                 |
| 制動方式：                     | 再生制动+电指令数字式直通空气制动 | 再生制动+电指令数字式直通空气制动                                           | 再生制动+电指令数字式直通空气制动                              | 再生制动+电指令数字式直通空气制动                                                     | 再生制动+电指令数字式直通空气制动             |
| 緊急制動距離（米）             | ≤1800（制動初速 200km/h） | ≤1800（制動初速 200km/h）                                                   | ≤3700（制動初速 300km/h）                                      | ≤3700（制動初速 300km/h）                                                             | ≤1800（制動初速 200km/h）                     |
| 輔助供電制式                   | 三相 AC100V、AC220V、AC400V，50 Hz；DC100V | 三相 AC100V、AC220V、AC400V，50 Hz；DC100V                                  | 三相 AC100V、AC220V、AC400V，50 Hz；DC100V                     | 三相 AC100V、AC220V、AC400V，50 Hz；DC100V                                            | 三相 AC100V、AC220V、AC400V，50 Hz；DC100V    |

## 事件

### 空调异味问题
中国的旅客列车中，部份老旧长途车辆的洗手间缺乏集便装置，因此在行驶时会把污物直接排放在路轨邊的原野。而CRH2空调设备的进风口是置於车下，因此当列车行走在經高速化改造後的既有线铁路上（D字头部分线路）时，进风口会把路轨沿线上的污物及丟棄垃圾等也一并吸入，造成部份车厢充斥异味，而空调过滤网也需频频清洗，平均每两天清洗一次，每四天便得要更换。日本都市化線路无污物排放问题，过滤网每月仅需清洗一次，設計思想不同造成體驗不良。车厢空调出现异味的问题最初仅在网上论坛流传，至2007年8月因为影响恶劣开始出现媒体报导。
这个问题已经在CRH2C及之后制造的CRH2系列车型获得解决，列车经改进后其方法是把入风口改在上方。另外，从2004年开始使用的25T型客车已配备使用真空集便器，未配真空集便器的普速客车，也逐渐开始加装真空集便器解决。

### 其他存在问题
CRH2G型高寒抗风沙动车组在实际运营中，由于功率较低，无法适用于兰新高铁大长坡道的运营要求，2015年起该车型动车组逐步转配至西安铁路局与昆明铁路局。

### 媒体报导
在2007年1月，列车开始载客试运营首天，在车站及车厢内采访的除了中国的媒体外，也有日本的媒体。中国媒体将之报导为“自主研发”的产品，变相把首三列于日本制造的CRH2列车也被硬称为于中国制造，引起了部份中国铁路迷及日本媒体的关注，日本经济新闻称此说法是“为了隐瞒读者有关购买日本车辆及技术的事”。

### D2809次列车脱线事故
2022年6月4日，擔當D2809次的CRH2A-4020編組在貴廣客運專線榕江站發生脱线事故，列車在榕江站进站前的月寨隧道口时，撞上突发溜坍侵入线路的泥石流，导致脱线，造成8人受傷，當職司機楊勇不幸殉職。